# لا لیگا ۲۰–۲۰۱۹
لا لیگا ۲۰–۲۰۱۹ که به دلیل اسپانسر این تورنمنت با نام لالیگا سانتاندر نیز شناخته می‌شود، هشتاد و نهمین دوره از برترین سطح از فوتبال اسپانیا، از زمان تأسیس آن در سال ۱۹۲۹ بود که در میان ۲۰ تیم برگزار شد. این مسابقات از تاریخ ۱۶ اوت ۲۰۱۹ آغاز شد و در تاریخ ۲۴ مه ۲۰۲۰ به پایان رسید.
بارسلونا پس از قهرمانی در لا لیگا ۱۹–۲۰۱۸ برای بیست و ششمین بار، به عنوان مدافع قهرمانی پا به رقابت‌های فصل جدید گذاشت. در انتها این رئال مادرید بود که برای ۳۴امین بار عنوان قهرمانی در لا لیگا را به دست آورد.
اوساسونا، گرانادا و مایورکا به عنوان باشگاه‌های صعود کننده از سگوندا دیویسیون ۱۹–۲۰۱۸ راهی لا لیگا شدند تا جایگزین رایو وایکانو، اوئسکا و خیرونا شوند که به سگوندا دیویسیون ۲۰–۲۰۱۹ سقوط کردند.
در ۱۲ مارس ۲۰۲۰، لیگ و سگوندا دیویسیون به دلیل شیوع ویروس کرونا حداقل برای دو هفته تعلیق شدند. لیگ در ۲۳ مارس برای مدت نامعلومی متوقف شد. این فصل در ۱۱ ژوئن از سر گرفته شد و مسابقات تا ۱۳ ژوئیه هر روز انجام شد، در حالی که تمام بازی‌های یک هفته مانده به پایان در ۱۶ ژوئیه و آخرین هفته از لیگ، همزمان در ۱۹ ژوئیه انجام شد.
در ۱۶ ژوئیه، رئال مادرید پس از شکست دادن ویارئال با نتیجه ۲–۱، با کسب سی و چهارمین عنوان قهرمانی لیگ رکورددار شد.

## قالب مسابقات

### رده‌بندی لیگ
مانند فصل‌های گذشته، برترین سطح از فوتبال اسپانیا با حضور بیست باشگاه از سراسر کشور برگزار شد. طبق قانون لیگ، این بیست تیم در دو بازی رفت و برگشت، به مصاف یکدیگر خواهند رفت، یک بار در زمین خانگی و دیگری در زمین حریف. مسابقات در طی ۳۸ هفته برگزار می‌شود و ترتیب مسابقات قبل از شروع با قرعه‌کشی مشخص می‌شود.
رده‌بندی نهایی با در نظر گرفتن امتیازات کسب شده در پایان فصل تعیین می‌شود؛ با سیستم ۳ امتیاز برای هر برد، یک امتیاز برای هر تساوی و صفر امتیاز در صورت شکست. اگر در پایان فصل، دو تیم امتیاز یکسانی داشته باشند، مکانیسم شکستن تساوی به شرح زیر است:
- تیم با بهترین تفاضل گل‌های زده و خورده در بازی‌های رو در رو این دو باشگاه.
- در صورت تداوم تساوی، تفاضل گل‌های زده و خورده در کل بازی‌های فصل این دو تیم لحاظ می‌شود.

اگر تساوی در امتیازات بین سه یا چند باشگاه اتفاق بیفتد، تیم برتر اینگونه مشخص می‌شود:
- تیم با بهترین امتیازگیری در بازی‌های رو در رو این چند باشگاه.
- تیم با بهترین تفاضل گل‌های زده و خورده در بازی‌های رو در در این چند باشگاه.
- بهترین تفاضل گل‌های زده و خورده در تمام مسابقات لیگ.
- بیشترین گل زده در تمام مسابقات لیگ.

### سهمیه‌های اروپایی
یوفا به لیگ اسپانیا هفت سهمیه برای رقابت‌های اروپایی فصل ۲۱–۲۰۲۰ اعطا کرده‌است که به شرح زیر توزیع می‌شود:
- تیم‌های اول، دوم، سوم و چهارم لیگ، سهمیه حضور مستقیم در مرحله گروهی لیگ قهرمانان اروپا را به دست خواهند آورد.[۷]
- قهرمان جام حذفی و تیم پنجم جدول لیگ، مستقیماً به مرحله گروهی لیگ اروپا راه خواهند یافت.
- تیم ششم از دور دوم مقدماتی وارد رقابت‌های لیگ اروپا می‌شود.

با این حال، سهمیه‌های یوفا در پایان فصل ممکن است با توجه به نتایج سایر رقابت‌ها؛ از جمله جام حذفی، دستخوش تغییر شود:
- اگر قهرمان جام حذفی، از طریق لیگ واجد شرایط حضور در لیگ قهرمانان شود، سهمیه تیم پنجم لیگ به تیم رده ششم و سهمیه تیم رده ششم به تیم هفتم می‌رسد. در صورتی که قهرمان جام حذفی به واسطه رتبه‌اش در لیگ، جواز حضور در لیگ اروپا را کسب کند، سهمیه آنها به تیم رتبه بعدی در جدول لیگ می‌رسد.
- تیم‌های قهرمان در جام‌های اروپایی (لیگ قهرمانان یا لیگ اروپا)، سهمیه مستقیم حضور در فصل بعد لیگ قهرمانان را کسب می‌کنند. در صورتی که تیم مذکور قبلاً سهمیه رقابت‌های اروپایی را از طریق لیگ کسب کرده باشد، سهمیه اختصاصی برای قهرمان به آنها تعلق نمی‌گیرد. از سوی دیگر، اگر تیم مذکور از طریق لیگ به لیگ قهرمانان اروپا راه پیدا کند، اما باید از دور مقدماتی کار را شروع کند، آنگاه سهمیه‌ای را که برای قهرمان در نظر گرفته شده، دریافت می‌کند و مستقیماً به مرحله گروهی می‌رسد. اما در هر صورت سهمیه باقیمانده به تیم پشت سر آنها در جدول رده‌بندی لیگ تعلق می‌گیرد بلکه به فدراسیون کشوری دیگر اعطا می‌شود.
- اگر تیمی که در مسابقات اروپایی قهرمان می‌شود از طریق لیگ به لیگ اروپا راه پیدا کند، سهمیهٔ لیگ قهرمانان اروپا را به دست می‌آورد، در حالی که سهمیه‌اش برای لیگ اروپا باطل می‌شود و به تیم بعد از آنها در رده‌بندی جدول لیگ تعلق نمی‌گیرد. (این تنها راهی است که تنها پنج تیم می‌توانند به لیگ قهرمانان اروپا راه پیدا کنند).

پس از تأخیر در برگزاری فینال کوپا دل ری ۲۰–۲۰۱۹ به دلیل شیوع کووید-۱۹، دو تیم فینالیست، رئال سوسیداد و اتلتیک بیلبائو، توافق کردند که بازی در تاریخ دیگری که بعداً مشخص می‌شود و با حضور تماشاگران انجام شود که این تاریخ از مهلت تعیین شده توسط یوفا برای ثبت نام تیم‌های اتحادیه‌های عضو، خارج بود، بنابراین سهمیه حضور در دور مقدماتی لیگ اروپا به تیم رتبه هفتم لیگ تعلق گرفت.

## تیم‌ها

### تغییرات تیم‌ها
در مجموع ۲۰ تیم در این فصل از لا لیگا شرکت کردند، از جمله ۱۷ تیم باقیمانده از فصل ۱۹–۲۰۱۸ و ۳ تیم صعود کننده از سگوندا دیویسیون که شامل دو تیم برتر این دسته و برنده پلی آف بود.
تیم‌های سقوط کرده به سگوندا دیویسیون
اولین تیمی که از لالیگا سقوط کرد، رایو وایکانو بود. سقوط آنها در ۵ مه ۲۰۱۹، پس از پیروزی یک بر صفر مقابل اتلتیک بیلبائو مسجل شد، تا پس از یک سال حضور در لالیگا، بازگشت سریعی به سگوندا دیویسیون داشته باشند. اوئسکا دومین تیمی بود که بقای آنها در لالیگا تنها یک سال دوام داشت و پس از شکست ۲ بر ۶ خانگی مقابل والنسیا در ۵ مه ۲۰۱۹ سقوط کرد. سومین و آخرین باشگاه سقوط کرده، خیرونا بود که در ۱۸ مه ۲۰۱۹ با شکست ۱−۲ خارج از خانه در آلاوس، حضور دو ساله خود را در لالیگا پایان داد.
تیم‌های راه یافته به لا لیگا
اوساسونا (در ۲۰ مه ۲۰۱۹) و گرانادا (در ۴ ژوئن ۲۰۱۹) دو تیمی بودند که هر دو پس از دو سال غیبت مستقیماً از سگوندا دیویسیون صعود کردند. تیم سوم و نهایی مایورکا بود که پس از شکست ۲ بر صفر در بازی رفت مقابل دپورتیوو لاکرونیا با پیروزی ۳ بر صفر در بازی برگشت به تاریخ ۲۳ ژوئن ۲۰۱۹ به عنوان برنده بازیهای پلی آف سگوندا دیویسیون، پس از شش سال غیبت از برترین سطح از فوتبال اسپانیا، راهی لا لیگا شد.
| رتبه. | سقوط از لا لیگا |
| ----- | --------------- |
| ۱۸.   | ژیرونا          |
| ۱۹.   | اوئسکا          |
| ۲۰.   | رایو وایکانو    |

| رتبه.. | صعود از دسته ۲ |
| ------ | -------------- |
| ۱.     | اوساسونا       |
| ۲.     | گرانادا        |
| صعود.^ | رئال مایورکا   |

### تعداد تیم‌ها براساس بخش خودمختار
| رتبه | بخش خودمختار  | تعداد | تیم‌ها                                       |
| ---- | ------------- | ----- | ------------------------------------------- |
| ۱    | باسک          | ۴     | آلاوس، اتلتیک بیلبائو، ایبار و رئال سوسیداد |
| ۱    | مادرید        | ۴     | اتلتیکو مادرید، ختافه، لگانس و رئال مادرید  |
| ۳    | اندلس         | ۳     | گرانادا، رئال بتیس و سویا                   |
| ۳    | والنسیا       | ۳     | لوانته، والنسیا و ویارئال                   |
| ۵    | کاتالونیا     | ۲     | بارسلونا و اسپانیول                         |
| ۶    | جزایر بالئاری | ۱     | رئال مایورکا                                |
| ۶    | کاستیا و لئون | ۱     | رئال وایادولید                              |
| ۶    | گالیسیا       | ۱     | سلتاویگو                                    |
| ۶    | نابارا        | ۱     | اوساسونا                                    |

### ورزشگاه‌ها و موقعیت تیم‌ها
| تیم            | مکان              | ورزشگاه              | گنجایش | حضور تماشاگران | حضور تماشاگران | حضور تماشاگران | حضور تماشاگران | حضور تماشاگران | بودجه € | عملکرد در ۱۹–۲۰۱۸ |
| تیم            | مکان              | ورزشگاه              | گنجایش | مجموع          | بیشترین        | کمترین         | میانگین        | تغییر          | بودجه € | عملکرد در ۱۹–۲۰۱۸ |
| تیم            | مکان              | ورزشگاه              |        |                |                |                |                |                | [ ب ]   | عملکرد در ۱۹–۲۰۱۸ |
| -------------- | ----------------- | -------------------- | ------ | -------------- | -------------- | -------------- | -------------- | -------------- | ------- | ----------------- |
| آلاوس          | بیتوریا           | مندیزوروتسا          | ۱۹٬۸۴۰ | ۱۸۸٬۲۰۵        | ۱۷٬۰۸۹         | ۱۰٬۰۵۳         | ۱۳٬۴۴۳         | ۸٫۶٪−          | ۴۹٬۷۷۱  | ۱۱ام              |
| اتلتیک بیلبائو | بیلبائو           | سن مامس              | ۵۳٬۰۰۰ | ۵۳۳٬۳۶۴        | ۴۷٬۶۹۳         | ۳۳٬۳۶۴         | ۴۱٬۰۲۸         | ۰٫۶٪+          | ۱۰۳٬۱۸۳ | ۸ام               |
| اتلتیکو مادرید | مادرید            | واندا متروپولیتانو   | ۶۸٬۰۰۰ | ۸۰۱٬۱۲۷        | ۶۷٬۹۴۲         | ۴۵٬۹۴۴         | ۵۷٬۲۲۳         | ۲٫۱٪+          | ۳۴۸٬۵۰۰ | نایب‌قهرمان        |
| بارسلونا       | بارسلون           | کمپ نیو              | ۹۹٬۳۵۴ | ۱٬۰۱۴٬۶۰۴      | ۹۳٬۴۲۶         | ۵۸٬۱۹۸         | ۷۲٬۴۷۲         | ۳٫۶٪−          | ۶۷۱٬۴۲۹ | قهرمان            |
| سلتاویگو       | بیگو              | بالایدوس             | ۲۹٬۰۰۰ | ۲۲۹٬۱۳۷        | ۲۳٬۶۱۴         | ۱۱٬۹۸۳         | ۱۷٬۶۲۶         | ۰٫۴٪−          | ۶۲٬۱۲۳  | ۱۷ام              |
| ایبار          | ایبار             | ایپوروا              | ۷٬۰۸۳  | ۷۸٬۹۹۲         | ۷٬۲۲۲          | ۵٬۳۵۰          | ۶٬۰۷۶          | ۲۴٫۶٪+         | ۴۷٬۱۲۳  | ۱۲ام              |
| اسپانیول       | کرنیا د یبرگات    | آرسی‌دی‌ئی             | ۴۰٬۰۰۰ | ۲۹۶٬۹۳۵        | ۳۲٬۰۸۴         | ۱۷٬۳۹۰         | ۲۲٬۸۴۱         | ۱۹٫۸٪+         | ۶۸٬۷۳۸  | ۷ام               |
| ختافه          | ختافه             | کولیسیوم آلفونسو پرز | ۱۷٬۰۰۰ | ۱۵۷٬۶۰۱        | ۱۵٬۴۲۶         | ۶٬۵۳۶          | ۱۱٬۲۵۷         | ۳٫۹٪+          | ۵۶٬۲۸۴  | ۵ام               |
| گرانادا        | گرانادا           | لوس کارمنس           | ۱۹٬۳۳۶ | ۲۱۲٬۰۷۴        | ۱۸٬۸۹۵         | ۱۴٬۱۲۷         | ۱۶٬۳۱۳         | ۴۱٫۰٪+         | ۳۵٬۴۶۱  | صعود از دسته ۲    |
| لگانس          | لگانس             | بوتارکه              | ۱۲٬۴۵۰ | ۱۳۹٬۵۶۹        | ۱۱٬۷۴۲         | ۶٬۴۰۴          | ۹٬۹۶۹          | ۰٫۵٪−          | ۵۲٬۰۸۲  | ۱۳ام              |
| لوانته         | والنسیا           | سیوداد والنسیا       | ۲۶٬۳۵۴ | ۲۴۳٬۶۳۲        | ۲۲٬۵۴۳         | ۱۴٬۸۸۶         | ۱۸٬۷۴۱         | ۴٫۷٪−          | ۵۴٬۶۰۴  | ۱۵ام              |
| لوانته         | والنسیا           | المپیک کامیلو کانو   | ۳٬۰۰۰  | ۲۴۳٬۶۳۲        | ۲۲٬۵۴۳         | ۱۴٬۸۸۶         | ۱۸٬۷۴۱         | ۴٫۷٪−          | ۵۴٬۶۰۴  | ۱۵ام              |
| رئال مایورکا   | پالما ده مایورکا  | سون مویکس            | ۲۴٬۲۶۲ | ۱۹۸٬۲۲۸        | ۱۹٬۵۰۳         | ۸٬۱۷۴          | ۱۴٬۱۵۹         | ۵۸٫۶٪+         | ۲۹٬۹۶۸  | صعود از دسته ۲    |
| اوساسونا       | پامپلونا          | رینو د ناوارا        | ۱۸٬۵۷۰ | ۲۱۸٬۱۶۵        | ۱۷٬۰۰۰         | ۱۳٬۹۹۳         | ۱۵٬۵۸۳         | ۵٫۰٪+          | ۳۸٬۶۹۳  | صعود از دسته ۲    |
| رئال بتیس      | سویا              | بنیتو ویامارین       | ۶۰٬۷۲۱ | ۶۷۱٬۱۳۰        | ۵۴٬۴۲۶         | ۴۲٬۵۷۸         | ۴۷٬۹۳۸         | ۸٫۶٪+          | ۱۰۰٬۳۴۶ | ۱۰ام              |
| رئال مادرید    | مادرید            | سانتیاگو برنابئو     | ۸۱٬۰۴۴ | ۸۶۷٬۵۷۰        | ۷۸٬۲۳۷         | ۵۳٬۸۷۰         | ۶۶٬۷۳۶         | ۱۰٫۱٪+         | ۶۴۱٬۰۴۹ | سوم               |
| رئال مادرید    | مادرید            | آلفردو دی استفانو    | ۶٬۰۰۰  | ۸۶۷٬۵۷۰        | ۷۸٬۲۳۷         | ۵۳٬۸۷۰         | ۶۶٬۷۳۶         | ۱۰٫۱٪+         | ۶۴۱٬۰۴۹ | سوم               |
| رئال سوسیداد   | سن سباستین        | آنوئتا               | ۳۲٬۰۰۰ | ۳۹۸٬۱۶۵        | ۳۶٬۷۳۰         | ۲۶٬۴۴۶         | ۳۰٬۶۲۸         | ۳۷٫۶٪+         | ۸۱٬۱۳۵  | ۹ام               |
| سویا           | سویا              | رامون سانچز پیس‌خوان  | ۴۳٬۸۸۳ | ۴۷۵٬۸۱۱        | ۴۲٬۳۷۵         | ۳۱٬۴۵۳         | ۳۶٬۶۰۱         | ۱٫۴٪+          | ۱۸۵٬۱۶۶ | ۶ام               |
| والنسیا        | والنسیا           | مستایا               | ۵۵٬۰۰۰ | ۵۶۶٬۷۷۲        | ۴۵٬۹۶۱         | ۳۷٬۵۷۰         | ۴۰٬۴۸۴         | ۲٫۳٪+          | ۱۷۰٬۶۷۳ | ۴ام               |
| رئال وایادولید | وایادولید         | خوزه زوریلا          | ۲۶٬۵۱۲ | ۲۶۰٬۴۹۶        | ۲۳٬۶۸۰         | ۱۶٬۳۳۳         | ۲۰٬۰۳۸         | ۶٫۳٪+          | ۳۲٬۰۳۴  | ۱۶ام              |
| ویارئال        | ویارئال، کاستلیون | ال مادریگا           | ۲۳٬۵۰۰ | ۲۱۳٬۷۸۸        | ۱۹٬۷۵۳         | ۱۲٬۰۶۷         | ۱۶٬۴۴۵         | ۱٫۳٪−          | ۱۰۸٬۵۸۷ | ۱۴ام              |
| مجموع:         | مجموع:            | مجموع:               |        | ۷٬۷۶۵٬۳۶۵      | ۹۳٬۴۲۶         | ۵٬۳۴۱          | ۲۸٬۸۶۸         | ۷٫۶٪+          |         |                   |

### سرمربی، کاپیتان، تولیدکننده و حامی مالی لباس
| تیم            | سرمربی           | کاپیتان            | تولیدکننده لباس | حامی(ان) مالی        | حامی(ان) مالی         | حامی(ان) مالی   | حامی(ان) مالی            |
| تیم            | سرمربی           | کاپیتان            | تولیدکننده لباس | اصلی                 | پشت لباس              | آستین           | شورت                     |
| -------------- | ---------------- | ------------------ | --------------- | -------------------- | --------------------- | --------------- | ------------------------ |
| آلاوس          | اسیر گاریتانو    | مانو گارسیا        | کلمه            | Betway               | Zotapay               | Araba-Álava     | EuskaltelIntegra Energía |
| اتلتیک بیلبائو | گایزکا گاریتانو  | ایکر مونیاین       | نیو بالانس      | Kutxabank            |                       |                 |                          |
| اتلتیکو مادرید | دیه‌گو سیمئونه    | کوکه               | نایکی           | Plus500              | Ria Money Transfer    | Hyundai         |                          |
| بارسلونا       | کیکه ستین        | لیونل مسی          | نایکی           | Rakuten              | UNICEF                | Beko            |                          |
| سلتاویگو       | فران اسکریبا     | هوگو مایو          | آدیداس          | Estrella Galicia 0,0 | Abanca                |                 | Grupo Recalvi            |
| ایبار          | مندیلیبار        | ایوان رامیس        | جوما            | AVIA                 | BOJ                   |                 |                          |
| اسپانیول       | آبلاردو فرناندز  | خاوی لوپز          | کلمه            | LD Sports            | InnJoo                | Riviera Maya    | InnJoo                   |
| ختافه          | خوزه بوردالاس    | خورخه مولینا ویدال | جوما            | Tecnocasa Group      |                       | Reale Seguros   | El Brillante Libertex    |
| گرانادا        | دیگو مارتینز     | ویکتور دیاز        | نایکی           | Winamax              |                       | Caja Rural      |                          |
| لگانس          | ماوریسیو پیگرینو | اونای بوستینزا     | جوما            | Betway               | Laboratorios Ynsadiet | Dion Ice Cream  | KFCVitaldent             |
| لوانته         | پاکو لوپز        | خوسه لوییس مورالس  | ماکرون          | Betway               | La NucíaBaleària      |                 |                          |
| مایورکا        | ویسنته مورنو     | سیسکو کامپوس       | آمبرو           | Betfed               | Roc HotelsBlau Hotels | OK Cars         | JuanedaAir Europa        |
| اوساسونا       | یاگوبا آراساته   | اویر سانخورخو      | هومل            | Kirolbet             | Victorino Vicente     | Selk            | Acunsa                   |
| رئال بتیس      | روبی             | خواکین سانچز       | کاپا            | easyMarkets          | #welcometoSeville     | Reale Seguros   | BeSoccer                 |
| رئال مادرید    | زین‌الدین زیدان   | سرخیو راموس        | آدیداس          | Emirates             |                       |                 |                          |
| سوسیه‌داد       | ایمانول آلگواسیل | آسیر ایارامندی     | ماکرون          | GoodBall.com         | Kutxabank             | Reale Seguros   |                          |
| سویا           | خولن لوپتگی      | خسوس ناواس         | نایکی           | Marathonbet          | #welcometoSeville     | Valvoline       | EverFX                   |
| والنسیا        | آلبرت سلادس      | دنیل پارخو         | پوما            | bwin                 | Libertex              | Sailun Tyres    | Škoda                    |
| وایادولید      | سرجیو            | خاوی مویانو        | آدیداس          | Estrella Galicia 0,0 | Cuatro Rayas          | Integra Energía | Air Europa               |
| ویارئال        | خاویر کایخا      | برونو سوریانو      | جوما            | Pamesa Cerámica      |                       |                 |                          |

### تغییرات سرمربیان
| تیم      | سرمربی خروجی     | علت                        | تاریخ خروج      | رتبه در جدول | سرمربی جایگزین         | تاریخ ورود      |
| -------- | ---------------- | -------------------------- | --------------- | ------------ | ---------------------- | --------------- |
| بتیس     | کیکه ستین        | توافق طرفین                | ۱۹ مه ۲۰۱۹      | پیش‌فصل       | روبی                   | ۶ ژوئن ۲۰۱۹     |
| آلاوس    | آبلاردو فرناندز  | استعفا داد                 | ۲۰ مه ۲۰۱۹      | پیش‌فصل       | اسیر گاریتانو          | ۲۱ مه ۲۰۱۹      |
| سویا     | خواکین کاپاروس   | پایان قرارداد              | ۲۳ مه ۲۰۱۹      | پیش‌فصل       | خولن لوپتگی            | ۴ ژوئن ۲۰۱۹     |
| اسپانیول | روبی             | امضای قرارداد با رئال بتیس | ۶ ژوئن ۲۰۱۹     | پیش‌فصل       | داوید گایگو            | ۶ ژوئن ۲۰۱۹     |
| والنسیا  | مارسلینو         | اخراج                      | ۱۱ سپتامبر ۲۰۱۹ | ۱۰ام         | آلبرت سلادس            | ۱۱ سپتامبر ۲۰۱۹ |
| اسپانیول | داوید گایگو      | اخراج                      | ۷ اکتبر ۲۰۱۹    | ۱۹ام         | پابلو ماچین            | ۷ اکتبر ۲۰۱۹    |
| لگانس    | ماوریسیو پیگرینو | استعفا داد                 | ۲۱ اکتبر ۲۰۱۹   | ۲۰ام         | خاویر آگیره            | ۴ نوامبر ۲۰۱۹   |
| سلتا     | فران اسکریبا     | اخراج                      | ۳ نوامبر ۲۰۱۹   | ۱۸ام         | اسکار گارسیا           | ۴ نوامبر ۲۰۱۹   |
| اسپانیول | پابلو ماچین      | اخراج                      | ۲۳ دسامبر ۲۰۱۹  | ۲۰ام         | آبلاردو                | ۲۷ دسامبر ۲۰۱۹  |
| بارسا    | ارنستو والورده   | اخراج                      | ۱۳ ژانویه ۲۰۲۰  | دوم          | کیکه ستین              | ۱۳ ژانویه ۲۰۲۰  |
| بتیس     | روبی             | اخراج                      | ۲۱ ژوئن ۲۰۲۰    | ۱۴ام         | الکسیس تروخیو (موقت)   | ۲۱ ژوئن ۲۰۲۰    |
| اسپانیول | آبلاردو          | اخراج                      | ۲۷ ژوئن ۲۰۲۰    | ۲۰ام         | فرانسیسکو روفته (موقت) | ۲۷ ژوئن ۲۰۲۰    |
| والنسیا  | آلبرت سلادس      | اخراج                      | ۲۹ ژوئن ۲۰۲۰    | ۸ام          | وورو (موقت)            | ۲۹ ژوئن ۲۰۲۰    |
| آلاوس    | اسیر گاریتانو    | اخراج                      | ۵ ژوئیه ۲۰۲۰    | ۱۵ام         | خوان مونیز             | ۵ ژوئیه ۲۰۲۰    |

### توپ رسمی مسابقات
در ۱۵ آوریل ۲۰۱۹، پوما همکاری رسمی خود را با لالیگا برای ساخت توپ رسمی مسابقه برای لیگ حرفه‌ای فوتبال اسپانیا اعلام کرد که این پایان همکاری ۲۳ ساله لالیگا با نایکی بود.

## داوران
اوندیانو ماینکو و ایگناسیو ایگلسیاس ویلانوئوا، که در فصل گذشته در فهرست داوران لا لیگا بودند، دیگر در این فصل حضور نداشتند. ماینکو به سبب بازنشستگی و ویلانوئوا به دلیل پیوستن به گروه دستیاران کمک داور ویدئویی. موقعیت‌های آنها در لا لیگا، توسط داورانی که از دسته دوم برگزیده شدند پر شد: ولنتین پیثارو گومث از مادرید و سسار سوتو گرادو از لاریوخا. متئو لائوث والنسیایی با سابقه ۱۲ فصل حضور در لا لیگا، مجربترین داور این دوره بود.
| - آنتونیو میگل متئو لائوث ۱۲ مارس ۱۹۷۷ ‏(۴۸ سال) (۱۲ فصل) (داور فیفا) (۲۰۱۱) - شاویر استرادا فرناندث ۲۷ ژانویهٔ ۱۹۷۶ ‏(۴۹ سال) (۱۱ فصل) (داور فیفا) (۲۰۱۳) - خوسه لوییس گونثالث گونثالث ۶ سپتامبر ۱۹۷۴ ‏(۵۰ سال) (۱۱ فصل) - کارلوس دل سرو گرانده ۱۳ مارس ۱۹۷۶ ‏(۴۹ سال) (۹ فصل) (داور فیفا) (۲۰۱۳) - خسوس خیل مانزانو ۴ فوریهٔ ۱۹۸۴ ‏(۴۱ سال) (۷ فصل) (داور فیفا) (۲۰۱۴) - الخاندرو هرناندث هرناندث ۱۰ نوامبر ۱۹۸۲ ‏(۴۲ سال) (۷ فصل) (داور فیفا) (۲۰۱۴) - خوان مارتینث مونوئرا ۱۳ ژوئیهٔ ۱۹۸۲ ‏(۴۲ سال) (۷ فصل) (داور فیفا) (۲۰۱۵) - سانتیاگو خایمه لاتره ۱۷ ژوئن ۱۹۷۹ ‏(۴۵ سال) (۶ فصل) - ماریو ملرو لوپث ۲ ژوئیهٔ ۱۹۷۹ ‏(۴۵ سال) (۶ فصل) - خوسه ماریا سانچث مارتینث ۱۳ آوریل ۱۹۸۳ ‏(۴۱ سال) (۵ فصل) (داور فیفا) (۲۰۱۷) | - ریکاردو ده بورگس بنگوئچیا ۱۶ مارس ۱۹۸۶ ‏(۳۹ سال) (۵ فصل) (داور فیفا) (۲۰۱۸) - ادواردو پریتو ایگلسیاس ۱۷ ژوئن ۱۹۸۱ ‏(۴۳ سال) (۵ فصل) - خوسه لوییس مونوئرا مونترو ۱۹ مهٔ ۱۹۸۳ ‏(۴۱ سال) (۴ فصل) (داور فیفا) (۲۰۱۹) - پابلو گونثالث فوئرتس ۸ ژوئن ۱۹۸۰ ‏(۴۴ سال) (۳ فصل) - داوید مدیه خیمنث ۲۴ اوت ۱۹۸۴ ‏(۴۰ سال) (۳ فصل) - خاویر آلبرولا روخاس ۲۲ ژوئن ۱۹۹۱ ‏(۳۳ سال) (۳ فصل) - ادریان کوردرو وگا ۱۵ ژوئن ۱۹۸۴ ‏(۴۰ سال) (۲ فصل) - گی‌یرمو کوادرا فرناندث ۲۵ آوریل ۱۹۸۴ ‏(۴۰ سال) (۲ فصل) (داور فیفا) (۲۰۱۹) - ولنتین پیزارو گومث ۱۴ اوت ۱۹۸۱ ‏(۴۳ سال) (۱ فصل) - اولین فصل - سزار سوتو گرادو ۱۷ ژوئن ۱۹۸۰ ‏(۴۴ سال) (۱ فصل) - اولین فصل |

## جدول لیگ و نتایج

### جدول لیگ
| رتبه                  | تیم            | بازی | برد | تساوی | باخت | گل‌ز | گل‌خ | ت‌گل | امتیاز | صعود یا سقوط            | توضیحات |
| --------------------- | -------------- | ---- | --- | ----- | ---- | --- | --- | --- | ------ | ----------------------- | --- |
| ۱                     | رئال مادرید    | ۳۸   | ۲۶  | ۹     | ۳    | ۷۰  | ۲۵  | ۴۵+ | ۸۷     | لیگ قهرمانان اروپا      | قوانین جدول رده‌بندی: ۱) امتیاز ۲) امتیاز بازی رودررو ۳) تفاضل گل بازی رودررو ۴) تفاضل گل ۵) گل زده ۶) امتیاز بازی جوانمردانه (توجه: امتیاز رودررو فقط بعد از انجام تمام مسابقات بین تیم‌های مورد نظر استفاده می‌شود) |
| ۲                     | بارسلونا       | ۳۸   | ۲۵  | ۷     | ۶    | ۸۶  | ۳۸  | ۴۸+ | ۸۲     | لیگ قهرمانان اروپا      | قوانین جدول رده‌بندی: ۱) امتیاز ۲) امتیاز بازی رودررو ۳) تفاضل گل بازی رودررو ۴) تفاضل گل ۵) گل زده ۶) امتیاز بازی جوانمردانه (توجه: امتیاز رودررو فقط بعد از انجام تمام مسابقات بین تیم‌های مورد نظر استفاده می‌شود) |
| ۳                     | اتلتیکو مادرید | ۳۸   | ۱۸  | ۱۶    | ۴    | ۵۱  | ۲۷  | ۲۴+ | ۷۰     | لیگ قهرمانان اروپا      | قوانین جدول رده‌بندی: ۱) امتیاز ۲) امتیاز بازی رودررو ۳) تفاضل گل بازی رودررو ۴) تفاضل گل ۵) گل زده ۶) امتیاز بازی جوانمردانه (توجه: امتیاز رودررو فقط بعد از انجام تمام مسابقات بین تیم‌های مورد نظر استفاده می‌شود) |
| ۴                     | سویا           | ۳۸   | ۱۹  | ۱۳    | ۶    | ۵۴  | ۳۴  | ۲۰+ | ۷۰     | لیگ قهرمانان اروپا      | قوانین جدول رده‌بندی: ۱) امتیاز ۲) امتیاز بازی رودررو ۳) تفاضل گل بازی رودررو ۴) تفاضل گل ۵) گل زده ۶) امتیاز بازی جوانمردانه (توجه: امتیاز رودررو فقط بعد از انجام تمام مسابقات بین تیم‌های مورد نظر استفاده می‌شود) |
| ۵                     | ویارئال        | ۳۸   | ۱۸  | ۶     | ۱۴   | ۶۳  | ۴۹  | ۱۴+ | ۶۰     | لیگ اروپا               | قوانین جدول رده‌بندی: ۱) امتیاز ۲) امتیاز بازی رودررو ۳) تفاضل گل بازی رودررو ۴) تفاضل گل ۵) گل زده ۶) امتیاز بازی جوانمردانه (توجه: امتیاز رودررو فقط بعد از انجام تمام مسابقات بین تیم‌های مورد نظر استفاده می‌شود) |
| ۶                     | رئال سوسیداد   | ۳۸   | ۱۶  | ۸     | ۱۴   | ۵۶  | ۴۸  | ۸+  | ۵۶     | لیگ اروپا               | قوانین جدول رده‌بندی: ۱) امتیاز ۲) امتیاز بازی رودررو ۳) تفاضل گل بازی رودررو ۴) تفاضل گل ۵) گل زده ۶) امتیاز بازی جوانمردانه (توجه: امتیاز رودررو فقط بعد از انجام تمام مسابقات بین تیم‌های مورد نظر استفاده می‌شود) |
| ۷                     | گرانادا        | ۳۸   | ۱۶  | ۸     | ۱۴   | ۵۲  | ۴۵  | ۷+  | ۵۶     | دور ۲ مقدماتی لیگ اروپا | قوانین جدول رده‌بندی: ۱) امتیاز ۲) امتیاز بازی رودررو ۳) تفاضل گل بازی رودررو ۴) تفاضل گل ۵) گل زده ۶) امتیاز بازی جوانمردانه (توجه: امتیاز رودررو فقط بعد از انجام تمام مسابقات بین تیم‌های مورد نظر استفاده می‌شود) |
| ۸                     | ختافه          | ۳۸   | ۱۴  | ۱۲    | ۱۲   | ۴۳  | ۳۷  | ۶+  | ۵۴     |                         | قوانین جدول رده‌بندی: ۱) امتیاز ۲) امتیاز بازی رودررو ۳) تفاضل گل بازی رودررو ۴) تفاضل گل ۵) گل زده ۶) امتیاز بازی جوانمردانه (توجه: امتیاز رودررو فقط بعد از انجام تمام مسابقات بین تیم‌های مورد نظر استفاده می‌شود) |
| ۹                     | والنسیا        | ۳۸   | ۱۴  | ۱۱    | ۱۳   | ۴۶  | ۵۳  | ۷-  | ۵۳     |                         | قوانین جدول رده‌بندی: ۱) امتیاز ۲) امتیاز بازی رودررو ۳) تفاضل گل بازی رودررو ۴) تفاضل گل ۵) گل زده ۶) امتیاز بازی جوانمردانه (توجه: امتیاز رودررو فقط بعد از انجام تمام مسابقات بین تیم‌های مورد نظر استفاده می‌شود) |
| ۱۰                    | اوساسونا       | ۳۸   | ۱۳  | ۱۳    | ۱۲   | ۴۶  | ۵۴  | ۸-  | ۵۲     |                         | |
| ۱۱                    | اتلتیک بیلبائو | ۳۸   | ۱۳  | ۱۲    | ۱۳   | ۴۱  | ۳۸  | ۳+  | ۵۱     |                         | |
| ۱۲                    | لوانته         | ۳۸   | ۱۴  | ۷     | ۱۷   | ۴۷  | ۵۳  | ۶-  | ۴۹     |                         | |
| ۱۳                    | وایادولید      | ۳۸   | ۹   | ۱۵    | ۱۴   | ۳۲  | ۴۳  | ۱۱- | ۴۲     |                         | |
| ۱۴                    | ایبار          | ۳۸   | ۱۱  | ۹     | ۱۸   | ۳۹  | ۵۶  | ۱۷- | ۴۲     |                         | |
| ۱۵                    | رئال بتیس      | ۳۸   | ۱۰  | ۱۱    | ۱۷   | ۴۸  | ۶۰  | ۱۲- | ۴۱     |                         | |
| ۱۶                    | آلاوس          | ۳۸   | ۱۰  | ۹     | ۱۹   | ۳۴  | ۵۹  | ۲۵- | ۳۹     |                         | |
| ۱۷                    | سلتاویگو       | ۳۸   | ۷   | ۱۶    | ۱۵   | ۳۷  | ۴۹  | ۱۲- | ۳۷     |                         | |
| ۱۸                    | لگانس          | ۳۸   | ۸   | ۱۲    | ۱۸   | ۳۰  | ۵۱  | ۲۱- | ۳۶     | سقوط به سگوندا دیویسیون | |
| ۱۹                    | رئال مایورکا   | ۳۸   | ۹   | ۶     | ۲۳   | ۴۰  | ۶۵  | ۲۵- | ۳۳     | سقوط به سگوندا دیویسیون | |
| ۲۰                    | اسپانیول       | ۳۸   | ۵   | ۱۰    | ۲۳   | ۲۷  | ۵۸  | ۳۱- | ۲۵     | سقوط به سگوندا دیویسیون | |
| منبع: لا لیگا، ساکِروِی |                |      |     |       |      |     |     |     |        |                         | |

### جایگاه در جدول براساس هفته
در جدول زیر موقعیت هر تیم بعد از هر هفته ذکر شده‌است.
| تیم            | ۱  | ۲  | ۳  | ۴  | ۵  | ۶  | ۷  | ۸  | ۹  | ۱۰ | ۱۱ | ۱۲ | ۱۳ | ۱۴ | ۱۵ | ۱۶ | ۱۷ | ۱۸ | ۱۹ | ۲۰ | ۲۱ | ۲۲ | ۲۳ | ۲۴ | ۲۵ | ۲۶ | ۲۷ | ۲۸ | ۲۹ | ۳۰ | ۳۱ | ۳۲ | ۳۳ | ۳۴ | ۳۵ | ۳۶ | ۳۷ | ۳۸ |
| تیم            |    |    |    |    |    |    |    |    |    |    |    |    |    |    |    |    |    |    |    |    |    |    |    |    |    |    |    |    |    |    |    |    |    |    |    |    |    |    |
| -------------- | -- | -- | -- | -- | -- | -- | -- | -- | -- | -- | -- | -- | -- | -- | -- | -- | -- | -- | -- | -- | -- | -- | -- | -- | -- | -- | -- | -- | -- | -- | -- | -- | -- | -- | -- | -- | -- | -- |
| رئال مادرید    | ۱  | ۳  | ۵  | ۳  | ۲  | ۱  | ۱  | ۱  | ۲  | ۶  | ۲  | ۲  | ۲  | ۲  | ۲  | ۲  | ۲  | ۲  | ۲  | ۲  | ۱  | ۱  | ۱  | ۱  | ۲  | ۱  | ۲  | ۲  | ۲  | ۱  | ۱  | ۱  | ۱  | ۱  | ۱  | ۱  | ۱  | ۱  |
| بارسلونا       | ۱۶ | ۹  | ۸  | ۵  | ۸  | ۶  | ۴  | ۲  | ۱  | ۲  | ۱  | ۱  | ۱  | ۱  | ۱  | ۱  | ۱  | ۱  | ۱  | ۱  | ۲  | ۲  | ۲  | ۲  | ۱  | ۲  | ۱  | ۱  | ۱  | ۲  | ۲  | ۲  | ۲  | ۲  | ۲  | ۲  | ۲  | ۲  |
| اتلتیکو مادرید | ۶  | ۲  | ۱  | ۲  | ۶  | ۳  | ۳  | ۳  | ۵  | ۴  | ۴  | ۴  | ۳  | ۴  | ۶  | ۷  | ۵  | ۴  | ۳  | ۳  | ۵  | ۶  | ۴  | ۴  | ۳  | ۵  | ۶  | ۶  | ۴  | ۴  | ۳  | ۳  | ۳  | ۳  | ۳  | ۳  | ۳  | ۳  |
| سویا           | ۲  | ۱  | ۳  | ۱  | ۵  | ۷  | ۶  | ۶  | ۶  | ۵  | ۵  | ۵  | ۴  | ۳  | ۳  | ۳  | ۳  | ۳  | ۴  | ۴  | ۳  | ۴  | ۵  | ۵  | ۴  | ۳  | ۳  | ۳  | ۳  | ۳  | ۴  | ۴  | ۴  | ۴  | ۴  | ۴  | ۴  | ۴  |
| ویارئال        | ۱۰ | ۱۳ | ۱۷ | ۱۰ | ۷  | ۸  | ۸  | ۹  | ۷  | ۷  | ۷  | ۷  | ۱۱ | ۱۲ | ۱۳ | ۱۳ | ۱۳ | ۱۰ | ۹  | ۹  | ۸  | ۷  | ۸  | ۶  | ۷  | ۸  | ۸  | ۸  | ۷  | ۷  | ۶  | ۶  | ۵  | ۵  | ۵  | ۵  | ۵  | ۵  |
| رئال سوسیداد   | ۱۱ | ۶  | ۱۳ | ۷  | ۴  | ۲  | ۵  | ۵  | ۴  | ۳  | ۶  | ۳  | ۵  | ۶  | ۴  | ۴  | ۶  | ۵  | ۵  | ۶  | ۶  | ۸  | ۶  | ۸  | ۶  | ۶  | ۴  | ۴  | ۶  | ۶  | ۷  | ۷  | ۷  | ۷  | ۷  | ۷  | ۶  | ۶  |
| گرانادا        | ۹  | ۱۴ | ۹  | ۶  | ۳  | ۵  | ۲  | ۴  | ۳  | ۱  | ۳  | ۶  | ۸  | ۸  | ۱۰ | ۹  | ۹  | ۱۱ | ۱۰ | ۱۰ | ۱۱ | ۱۰ | ۱۰ | ۹  | ۹  | ۹  | ۹  | ۹  | ۹  | ۱۰ | ۹  | ۱۰ | ۹  | ۱۰ | ۹  | ۱۰ | ۹  | ۷  |
| ختافه          | ۱۷ | ۱۵ | ۱۵ | ۱۸ | ۱۱ | ۱۰ | ۱۶ | ۱۲ | ۹  | ۱۱ | ۹  | ۱۰ | ۷  | ۷  | ۷  | ۵  | ۴  | ۶  | ۷  | ۵  | ۴  | ۳  | ۳  | ۳  | ۵  | ۴  | ۵  | ۵  | ۵  | ۵  | ۵  | ۵  | ۶  | ۶  | ۶  | ۶  | ۷  | ۸  |
| والنسیا        | ۱۲ | ۱۷ | ۱۰ | ۱۳ | ۱۲ | ۱۳ | ۹  | ۸  | ۱۰ | ۱۲ | ۱۲ | ۱۳ | ۹  | ۹  | ۸  | ۸  | ۸  | ۸  | ۶  | ۷  | ۷  | ۵  | ۷  | ۷  | ۸  | ۷  | ۷  | ۷  | ۸  | ۸  | ۸  | ۸  | ۱۰ | ۹  | ۸  | ۹  | ۸  | ۹  |
| اوساسونا       | ۷  | ۷  | ۶  | ۹  | ۱۰ | ۱۱ | ۱۳ | ۱۱ | ۱۳ | ۸  | ۱۰ | ۸  | ۱۰ | ۱۱ | ۹  | ۱۰ | ۱۰ | ۱۲ | ۱۲ | ۱۳ | ۱۰ | ۱۱ | ۱۲ | ۱۱ | ۱۲ | ۱۲ | ۱۱ | ۱۱ | ۱۳ | ۱۲ | ۱۱ | ۱۱ | ۱۱ | ۱۱ | ۱۱ | ۱۱ | ۱۱ | ۱۰ |
| اتلتیک بیلبائو | ۵  | ۵  | ۲  | ۴  | ۱  | ۴  | ۷  | ۷  | ۸  | ۱۰ | ۸  | ۹  | ۶  | ۵  | ۵  | ۶  | ۷  | ۷  | ۸  | ۸  | ۹  | ۹  | ۹  | ۱۰ | ۱۱ | ۱۰ | ۱۰ | ۱۰ | ۱۰ | ۹  | ۱۰ | ۹  | ۸  | ۸  | ۱۰ | ۸  | ۱۰ | ۱۱ |
| لوانته         | ۱۸ | ۱۰ | ۴  | ۸  | ۹  | ۱۲ | ۱۲ | ۱۰ | ۱۱ | ۱۳ | ۱۱ | ۱۱ | ۱۲ | ۱۰ | ۱۱ | ۱۲ | ۱۱ | ۹  | ۱۱ | ۱۲ | ۱۳ | ۱۳ | ۱۱ | ۱۳ | ۱۰ | ۱۱ | ۱۳ | ۱۲ | ۱۱ | ۱۱ | ۱۳ | ۱۲ | ۱۲ | ۱۲ | ۱۲ | ۱۲ | ۱۲ | ۱۲ |
| رئال وایادولید | ۳  | ۴  | ۱۱ | ۱۲ | ۱۵ | ۱۴ | ۱۰ | ۱۳ | ۱۲ | ۹  | ۱۳ | ۱۲ | ۱۳ | ۱۴ | ۱۵ | ۱۴ | ۱۵ | ۱۴ | ۱۴ | ۱۵ | ۱۶ | ۱۴ | ۱۵ | ۱۵ | ۱۵ | ۱۵ | ۱۵ | ۱۴ | ۱۵ | ۱۵ | ۱۵ | ۱۴ | ۱۴ | ۱۳ | ۱۴ | ۱۴ | ۱۶ | ۱۳ |
| ایبار          | ۱۴ | ۱۶ | ۱۸ | ۱۹ | ۱۹ | ۱۵ | ۱۱ | ۱۴ | ۱۶ | ۱۶ | ۱۴ | ۱۴ | ۱۵ | ۱۶ | ۱۶ | ۱۶ | ۱۶ | ۱۶ | ۱۶ | ۱۶ | ۱۵ | ۱۶ | ۱۶ | ۱۶ | ۱۶ | ۱۶ | ۱۶ | ۱۶ | ۱۶ | ۱۷ | ۱۷ | ۱۵ | ۱۶ | ۱۶ | ۱۵ | ۱۵ | ۱۳ | ۱۴ |
| رئال بتیس      | ۱۳ | ۲۰ | ۱۶ | ۱۵ | ۱۴ | ۹  | ۱۵ | ۱۶ | ۱۸ | ۱۸ | ۱۶ | ۱۵ | ۱۷ | ۱۵ | ۱۲ | ۱۱ | ۱۲ | ۱۳ | ۱۳ | ۱۱ | ۱۲ | ۱۲ | ۱۳ | ۱۲ | ۱۳ | ۱۴ | ۱۲ | ۱۳ | ۱۴ | ۱۴ | ۱۳ | ۱۳ | ۱۳ | ۱۴ | ۱۳ | ۱۳ | ۱۴ | ۱۵ |
| دپورتیوو آلاوس | ۸  | ۸  | ۷  | ۱۱ | ۱۳ | ۱۶ | ۱۴ | ۱۷ | ۱۴ | ۱۴ | ۱۵ | ۱۶ | ۱۴ | ۱۳ | ۱۴ | ۱۵ | ۱۴ | ۱۵ | ۱۵ | ۱۴ | ۱۴ | ۱۵ | ۱۴ | ۱۴ | ۱۴ | ۱۳ | ۱۴ | ۱۵ | ۱۲ | ۱۳ | ۱۴ | ۱۶ | ۱۵ | ۱۵ | ۱۷ | ۱۷ | ۱۵ | ۱۶ |
| سلتاویگو       | ۱۹ | ۱۲ | ۱۲ | ۱۶ | ۱۶ | ۱۷ | ۱۷ | ۱۵ | ۱۷ | ۱۷ | ۱۸ | ۱۸ | ۱۸ | ۱۸ | ۱۸ | ۱۸ | ۱۸ | ۱۸ | ۱۷ | ۱۸ | ۱۸ | ۱۹ | ۱۷ | ۱۷ | ۱۷ | ۱۷ | ۱۷ | ۱۷ | ۱۷ | ۱۶ | ۱۶ | ۱۷ | ۱۷ | ۱۷ | ۱۶ | ۱۶ | ۱۷ | ۱۷ |
| لگانس          | ۱۵ | ۱۹ | ۲۰ | ۲۰ | ۲۰ | ۲۰ | ۲۰ | ۲۰ | ۲۰ | ۲۰ | ۲۰ | ۲۰ | ۲۰ | ۲۰ | ۱۹ | ۱۹ | ۱۹ | ۱۹ | ۱۹ | ۱۹ | ۱۹ | ۱۸ | ۱۹ | ۱۹ | ۱۹ | ۱۹ | ۱۹ | ۱۹ | ۲۰ | ۱۹ | ۱۹ | ۱۹ | ۱۹ | ۱۹ | ۱۹ | ۱۸ | ۱۸ | ۱۸ |
| رئال مایورکا   | ۴  | ۱۱ | ۱۴ | ۱۴ | ۱۷ | ۱۹ | ۱۹ | ۱۸ | ۱۵ | ۱۵ | ۱۷ | ۱۷ | ۱۶ | ۱۷ | ۱۷ | ۱۷ | ۱۷ | ۱۷ | ۱۸ | ۱۷ | ۱۷ | ۱۷ | ۱۸ | ۱۸ | ۱۸ | ۱۸ | ۱۸ | ۱۸ | ۱۸ | ۱۸ | ۱۸ | ۱۸ | ۱۸ | ۱۸ | ۱۸ | ۱۹ | ۱۹ | ۱۹ |
| اسپانیول       | ۲۰ | ۱۸ | ۱۹ | ۱۷ | ۱۸ | ۱۸ | ۱۸ | ۱۹ | ۱۹ | ۱۹ | ۱۹ | ۱۹ | ۱۹ | ۱۹ | ۲۰ | ۲۰ | ۲۰ | ۲۰ | ۲۰ | ۲۰ | ۲۰ | ۲۰ | ۲۰ | ۲۰ | ۲۰ | ۲۰ | ۲۰ | ۲۰ | ۱۹ | ۲۰ | ۲۰ | ۲۰ | ۲۰ | ۲۰ | ۲۰ | ۲۰ | ۲۰ | ۲۰ |

#### راهنمای جدول
|  | قهرمان و کسب سهمیه شرکت در مرحله گروهی لیگ قهرمانان اروپا ۲۱–۲۰۲۰ |
|  | کسب سهمیه شرکت در مرحله گروهی لیگ قهرمانان اروپا ۲۱–۲۰۲۰          |
|  | کسب سهمیه شرکت در مرحله گروهی لیگ اروپا                           |
|  | کسب سهمیه شرکت در دور دوم مقدماتی لیگ اروپا                       |
|  | سقوط به دسته سگوندا دیویسیون                                      |

### امتیاز براساس هفته
| تیم                                                                         | ۱ | ۲ | ۳ | ۴  | ۵  | ۶  | ۷  | ۸  | ۹  | ۱۰  | ۱۱ | ۱۲ | ۱۳ | ۱۴ | ۱۵ | ۱۶ | ۱۷ | ۱۸  | ۱۹ | ۲۰ | ۲۱ | ۲۲ | ۲۳ | ۲۴  | ۲۵ | ۲۶ | ۲۷ | ۲۸  | ۲۹ | ۳۰ | ۳۱ | ۳۲ | ۳۳ | ۳۴ | ۳۵ | ۳۶ | ۳۷ | ۳۸ |
| تیم                                                                         |   |   |   |    |    |    |    |    |    |     |    |    |    |    |    |    |    |     |    |    |    |    |    |     |    |    |    |     |    |    |    |    |    |    |    |    |    |    |
| --------------------------------------------------------------------------- | - | - | - | -- | -- | -- | -- | -- | -- | --- | -- | -- | -- | -- | -- | -- | -- | --- | -- | -- | -- | -- | -- | --- | -- | -- | -- | --- | -- | -- | -- | -- | -- | -- | -- | -- | -- | -- |
| آلاوس                                                                       | ۳ | ۴ | ۵ | ۵  | ۵  | ۵  | ۸  | ۸  | ۱۱ | ۱۱  | ۱۲ | ۱۲ | ۱۵ | ۱۸ | ۱۸ | ۱۸ | ۱۹ | ۱۹  | ۲۰ | ۲۳ | ۲۳ | ۲۴ | ۲۷ | ۲۷  | ۳۰ | ۳۱ | ۳۲ | ۳۲  | ۳۵ | ۳۵ | ۳۵ | ۳۵ | ۳۵ | ۳۵ | ۳۵ | ۳۶ | ۳۹ | ۳۹ |
| بیلبائو                                                                     | ۳ | ۴ | ۷ | ۸  | ۱۱ | ۱۲ | ۱۲ | ۱۲ | ۱۳ | ۱۳  | ۱۶ | ۱۷ | ۲۰ | ۲۳ | ۲۶ | ۲۶ | ۲۷ | ۲۸  | ۲۹ | ۳۰ | ۳۱ | ۳۱ | ۳۱ | ۳۱  | ۳۱ | ۳۴ | ۳۷ | ۳۸  | ۳۹ | ۴۲ | ۴۲ | ۴۵ | ۴۸ | ۴۸ | ۴۸ | ۵۱ | ۵۱ | ۵۱ |
| اتلتیکو                                                                     | ۳ | ۶ | ۹ | ۹  | ۱۰ | ۱۳ | ۱۴ | ۱۵ | ۱۶ | ۱۹  | ۲۰ | ۲۱ | ۲۴ | ۲۵ | ۲۵ | ۲۶ | ۲۹ | ۳۲  | ۳۵ | ۳۵ | ۳۶ | ۳۶ | ۳۹ | ۴۰  | ۴۳ | ۴۴ | ۴۵ | ۴۶  | ۴۹ | ۵۲ | ۵۵ | ۵۸ | ۵۹ | ۶۲ | ۶۳ | ۶۶ | ۶۹ | ۷۰ |
| بارسلونا                                                                    | ۰ | ۳ | ۴ | ۷  | ۷  | ۱۰ | ۱۳ | ۱۶ | ۱۹ | ۱۹* | ۲۲ | ۲۲ | ۲۵ | ۲۸ | ۳۱ | ۳۴ | ۳۵ | ۳۹* | ۴۰ | ۴۳ | ۴۳ | ۴۶ | ۴۹ | ۵۲  | ۵۵ | ۵۵ | ۵۸ | ۶۱  | ۶۴ | ۶۵ | ۶۸ | ۶۹ | ۷۰ | ۷۳ | ۷۶ | ۷۹ | ۷۹ | ۸۲ |
| بتیس                                                                        | ۰ | ۰ | ۳ | ۴  | ۵  | ۸  | ۸  | ۹  | ۹  | ۹   | ۱۲ | ۱۳ | ۱۳ | ۱۶ | ۱۹ | ۲۲ | ۲۳ | ۲۳  | ۲۴ | ۲۷ | ۲۷ | ۲۸ | ۲۸ | ۲۹  | ۳۰ | ۳۰ | ۳۳ | ۳۳  | ۳۴ | ۳۴ | ۳۷ | ۳۷ | ۳۷ | ۳۸ | ۴۱ | ۴۱ | ۴۱ | ۴۱ |
| سلتا                                                                        | ۰ | ۳ | ۴ | ۴  | ۵  | ۶  | ۶  | ۹  | ۹  | ۹   | ۹  | ۹  | ۹  | ۱۲ | ۱۳ | ۱۳ | ۱۴ | ۱۴  | ۱۵ | ۱۶ | ۱۷ | ۱۷ | ۲۰ | ۲۱  | ۲۴ | ۲۵ | ۲۶ | ۲۶  | ۲۷ | ۳۰ | ۳۳ | ۳۴ | ۳۴ | ۳۵ | ۳۶ | ۳۶ | ۳۶ | ۳۷ |
| ایبار                                                                       | ۰ | ۱ | ۱ | ۱  | ۲  | ۵  | ۸  | ۹  | ۹  | ۹   | ۱۲ | ۱۵ | ۱۵ | ۱۵ | ۱۵ | ۱۵ | ۱۶ | ۱۹  | ۱۹ | ۲۲ | ۲۳ | ۲۴ | ۲۴ | ۲۴  | ۲۴ | ۲۷ | ۲۷ | ۲۷  | ۲۸ | ۲۹ | ۳۲ | ۳۵ | ۳۵ | ۳۵ | ۳۶ | ۳۹ | ۴۲ | ۴۲ |
| اسپانیول                                                                    | ۰ | ۱ | ۱ | ۴  | ۴  | ۵  | ۵  | ۵  | ۵  | ۸   | ۸  | ۸  | ۸  | ۹  | ۹  | ۹  | ۱۰ | ۱۰  | ۱۱ | ۱۴ | ۱۵ | ۱۵ | ۱۸ | ۱۹  | ۱۹ | ۲۰ | ۲۰ | ۲۳  | ۲۴ | ۲۴ | ۲۴ | ۲۴ | ۲۴ | ۲۴ | ۲۴ | ۲۴ | ۲۴ | ۲۵ |
| ختافه                                                                       | ۰ | ۱ | ۲ | ۳  | ۶  | ۷  | ۷  | ۱۰ | ۱۳ | ۱۳  | ۱۶ | ۱۹ | ۲۰ | ۲۱ | ۲۴ | ۲۷ | ۳۰ | ۳۰  | ۳۰ | ۳۳ | ۳۶ | ۳۹ | ۴۲ | ۴۲  | ۴۲ | ۴۵ | ۴۶ | ۴۶  | ۴۷ | ۴۸ | ۴۹ | ۵۲ | ۵۲ | ۵۳ | ۵۳ | ۵۴ | ۵۴ | ۵۴ |
| گرانادا                                                                     | ۱ | ۱ | ۴ | ۷  | ۱۰ | ۱۱ | ۱۴ | ۱۴ | ۱۷ | ۲۰  | ۲۰ | ۲۰ | ۲۰ | ۲۱ | ۲۱ | ۲۴ | ۲۴ | ۲۴  | ۲۷ | ۲۷ | ۲۷ | ۳۰ | ۳۰ | ۳۳  | ۳۶ | ۳۷ | ۳۸ | ۴۱  | ۴۲ | ۴۲ | ۴۳ | ۴۳ | ۴۶ | ۴۷ | ۵۰ | ۵۰ | ۵۳ | ۵۶ |
| لگانس                                                                       | ۰ | ۰ | ۰ | ۰  | ۱  | ۲  | ۲  | ۲  | ۲  | ۵   | ۵  | ۵  | ۶  | ۶  | ۶  | ۹  | ۱۰ | ۱۳  | ۱۴ | ۱۴ | ۱۵ | ۱۸ | ۱۸ | ۱۹  | ۲۲ | ۲۳ | ۲۳ | ۲۳  | ۲۳ | ۲۴ | ۲۵ | ۲۵ | ۲۵ | ۲۸ | ۲۹ | ۳۲ | ۳۵ | ۳۶ |
| لوانته                                                                      | ۰ | ۳ | ۶ | ۶  | ۷  | ۷  | ۸  | ۱۱ | ۱۱ | ۱۱  | ۱۴ | ۱۷ | ۱۷ | ۲۰ | ۲۰ | ۲۰ | ۲۳ | ۲۶  | ۲۶ | ۲۶ | ۲۶ | ۲۶ | ۲۹ | ۲۹  | ۳۲ | ۳۲ | ۳۳ | ۳۴  | ۳۵ | ۳۸ | ۳۸ | ۴۱ | ۴۲ | ۴۳ | ۴۳ | ۴۳ | ۴۶ | ۴۹ |
| مایورکا                                                                     | ۳ | ۳ | ۳ | ۴  | ۴  | ۴  | ۴  | ۷  | ۱۰ | ۱۰  | ۱۱ | ۱۱ | ۱۴ | ۱۴ | ۱۴ | ۱۴ | ۱۵ | ۱۵  | ۱۵ | ۱۸ | ۱۸ | ۱۸ | ۱۸ | ۲۱  | ۲۲ | ۲۲ | ۲۵ | ۲۵  | ۲۵ | ۲۶ | ۲۶ | ۲۶ | ۲۹ | ۲۹ | ۳۲ | ۳۲ | ۳۲ | ۳۳ |
| اوساسونا                                                                    | ۳ | ۴ | ۵ | ۶  | ۷  | ۷  | ۸  | ۱۱ | ۱۱ | ۱۴  | ۱۵ | ۱۸ | ۱۹ | ۱۹ | ۲۲ | ۲۳ | ۲۳ | ۲۳  | ۲۴ | ۲۵ | ۲۸ | ۲۸ | ۲۸ | ۳۱  | ۳۱ | ۳۱ | ۳۴ | ۳۵  | ۳۵ | ۳۵ | ۳۸ | ۴۱ | ۴۴ | ۴۵ | ۴۵ | ۴۸ | ۵۱ | ۵۲ |
| رئال                                                                        | ۳ | ۴ | ۵ | ۸  | ۱۱ | ۱۴ | ۱۵ | ۱۸ | ۱۸ | ۱۸* | ۲۱ | ۲۲ | ۲۵ | ۲۸ | ۳۱ | ۳۴ | ۳۵ | ۳۷* | ۴۰ | ۴۳ | ۴۶ | ۴۹ | ۵۲ | ۵۳  | ۵۳ | ۵۶ | ۵۶ | ۵۹  | ۶۲ | ۶۵ | ۶۸ | ۷۱ | ۷۴ | ۷۷ | ۸۰ | ۸۳ | ۸۶ | ۸۷ |
| سوسیداد                                                                     | ۱ | ۴ | ۴ | ۷  | ۱۰ | ۱۳ | ۱۳ | ۱۳ | ۱۶ | ۱۹  | ۱۹ | ۲۲ | ۲۳ | ۲۳ | ۲۶ | ۲۷ | ۲۸ | ۳۱  | ۳۱ | ۳۱ | ۳۴ | ۳۴ | ۳۷ | ۳۷* | ۴۰ | ۴۳ | ۴۳ | ۴۷* | ۴۷ | ۴۷ | ۴۷ | ۴۷ | ۵۰ | ۵۱ | ۵۱ | ۵۴ | ۵۵ | ۵۶ |
| وایادولید                                                                   | ۳ | ۴ | ۴ | ۵  | ۵  | ۶  | ۹  | ۱۰ | ۱۱ | ۱۴  | ۱۴ | ۱۷ | ۱۷ | ۱۷ | ۱۸ | ۱۹ | ۱۹ | ۲۰  | ۲۱ | ۲۲ | ۲۲ | ۲۵ | ۲۶ | ۲۶  | ۲۹ | ۲۹ | ۲۹ | ۳۲  | ۳۳ | ۳۳ | ۳۴ | ۳۵ | ۳۶ | ۳۹ | ۳۹ | ۳۹ | ۳۹ | ۴۲ |
| سویا                                                                        | ۳ | ۶ | ۷ | ۱۰ | ۱۰ | ۱۰ | ۱۳ | ۱۳ | ۱۶ | ۱۹  | ۲۰ | ۲۱ | ۲۴ | ۲۷ | ۳۰ | ۳۱ | ۳۱ | ۳۴  | ۳۵ | ۳۵ | ۳۸ | ۳۹ | ۳۹ | ۴۰  | ۴۳ | ۴۶ | ۴۷ | ۵۰  | ۵۱ | ۵۲ | ۵۳ | ۵۴ | ۵۷ | ۶۰ | ۶۳ | ۶۶ | ۶۷ | ۷۰ |
| والنسیا                                                                     | ۱ | ۱ | ۴ | ۴  | ۵  | ۶  | ۹  | ۱۲ | ۱۳ | ۱۳  | ۱۴ | ۱۷ | ۲۰ | ۲۰ | ۲۳ | ۲۶ | ۲۷ | ۲۸  | ۳۱ | ۳۱ | ۳۴ | ۳۷ | ۳۷ | ۳۸  | ۳۸ | ۴۱ | ۴۲ | ۴۳  | ۴۳ | ۴۶ | ۴۶ | ۴۶ | ۴۶ | ۴۷ | ۵۰ | ۵۰ | ۵۳ | ۵۳ |
| ویارئال                                                                     | ۱ | ۱ | ۲ | ۵  | ۸  | ۸  | ۱۱ | ۱۱ | ۱۴ | ۱۷  | ۱۷ | ۱۸ | ۱۸ | ۱۸ | ۱۸ | ۱۹ | ۲۲ | ۲۵  | ۲۸ | ۲۸ | ۳۱ | ۳۴ | ۳۵ | ۳۸  | ۳۸ | ۳۸ | ۳۸ | ۴۱  | ۴۴ | ۴۷ | ۴۸ | ۵۱ | ۵۴ | ۵۴ | ۵۷ | ۵۷ | ۵۷ | ۶۰ |
| یادداشت: * نشان می‌دهد که مسابقه به تعویق افتاده یا به حال تعلیق درآمده است. |   |   |   |    |    |    |    |    |    |     |    |    |    |    |    |    |    |     |    |    |    |    |    |     |    |    |    |     |    |    |    |    |    |    |    |    |    |    |

### جدول نتایج
جدول زیر نتایج همه بازیهای این فصل را نشان می‌دهد. تیم میزبان در ستون سمت راست و تیم مهمان در ردیف بالا ذکر شده‌است.
| تیم            |     |     |     |     |     |     |     |     |     |     |     |     |     |     | باشگاه فوتبال رئال مادرید |     |     |     |     |     |
| -------------- | --- | --- | --- | --- | --- | --- | --- | --- | --- | --- | --- | --- | --- | --- | ------------------------- | --- | --- | --- | --- | --- |
| آلاوس          |     | ۲–۱ | ۱–۱ | ۰–۵ | ۱–۱ | ۲–۰ | ۲–۱ | ۰–۰ | ۰–۰ | ۰–۲ | ۱–۱ | ۱–۰ | ۲–۰ | ۰–۱ | ۱–۲                       | ۲–۰ | ۳–۰ | ۰–۱ | ۱–۱ | ۱–۲ |
| اتلتیک بیلبائو | ۲–۰ |     | ۱–۱ | ۱–۰ | ۱–۰ | ۱–۱ | ۰–۰ | ۳–۰ | ۰–۲ | ۲–۰ | ۰–۲ | ۲–۱ | ۳–۱ | ۰–۱ | ۰–۱                       | ۲–۰ | ۱–۱ | ۱–۲ | ۰–۱ | ۱–۰ |
| اتلتیکو مادرید | ۲–۱ | ۲–۰ |     | ۰–۱ | ۱–۰ | ۰–۰ | ۳–۲ | ۳–۱ | ۱–۰ | ۱–۰ | ۰–۰ | ۲–۱ | ۳–۰ | ۲–۰ | ۰–۰                       | ۱–۱ | ۱–۰ | ۲–۲ | ۱–۱ | ۳–۱ |
| بارسلونا       | ۴–۱ | ۱–۰ | ۲–۲ |     | ۵–۲ | ۴–۱ | ۵–۰ | ۱–۰ | ۲–۱ | ۱–۰ | ۲–۰ | ۲–۱ | ۵–۲ | ۱–۲ | ۰–۰                       | ۱–۰ | ۵–۱ | ۴–۰ | ۵–۲ | ۲–۱ |
| رئال بتیس      | ۱–۲ | ۳–۲ | ۱–۲ | ۲–۳ |     | ۲–۱ | ۱–۱ | ۱–۰ | ۱–۱ | ۲–۲ | ۲–۱ | ۳–۱ | ۳–۳ | ۳–۰ | ۲–۱                       | ۳–۰ | ۱–۲ | ۱–۲ | ۲–۱ | ۰–۲ |
| سلتاویگو       | ۶–۰ | ۱–۰ | ۱–۱ | ۲–۲ | ۱–۱ |     | ۰–۰ | ۱–۱ | ۰–۱ | ۰–۲ | ۱–۰ | ۲–۳ | ۲–۲ | ۱–۱ | ۱–۳                       | ۰–۱ | ۰–۰ | ۲–۱ | ۱–۰ | ۰–۱ |
| ایبار          | ۰–۲ | ۲–۲ | ۲–۰ | ۰–۳ | ۱–۱ | ۲–۰ |     | ۱–۲ | ۰–۱ | ۳–۰ | ۰–۰ | ۳–۰ | ۱–۲ | ۰–۲ | ۰–۴                       | ۱–۲ | ۳–۱ | ۳–۲ | ۱–۰ | ۲–۱ |
| اسپانیول       | ۲–۰ | ۱–۱ | ۱–۱ | ۲–۲ | ۲–۲ | ۰–۰ | ۰–۲ |     | ۱–۱ | ۰–۳ | ۰–۱ | ۱–۳ | ۱–۰ | ۲–۴ | ۰–۱                       | ۱–۳ | ۰–۲ | ۰–۲ | ۱–۲ | ۰–۱ |
| ختافه          | ۱–۱ | ۱–۱ | ۰–۲ | ۰–۲ | ۱–۰ | ۰–۰ | ۱–۱ | ۰–۰ |     | ۳–۱ | ۲–۰ | ۴–۰ | ۴–۲ | ۰–۰ | ۰–۳                       | ۲–۱ | ۲–۰ | ۰–۳ | ۳–۰ | ۱–۳ |
| گرانادا        | ۳–۰ | ۴–۰ | ۱–۱ | ۲–۰ | ۱–۰ | ۰–۰ | ۱–۲ | ۲–۱ | ۲–۱ |     | ۱–۰ | ۱–۲ | ۱–۰ | ۱–۰ | ۱–۲                       | ۱–۲ | ۲–۱ | ۰–۱ | ۲–۲ | ۰–۱ |
| لگانس          | ۱–۱ | ۱–۱ | ۰–۱ | ۱–۲ | ۰–۰ | ۳–۲ | ۱–۲ | ۲–۰ | ۰–۳ | ۰–۰ |     | ۱–۲ | ۱–۰ | ۰–۱ | ۲–۲                       | ۲–۱ | ۱–۲ | ۰–۳ | ۱–۰ | ۰–۳ |
| لوانته         | ۰–۱ | ۱–۲ | ۰–۱ | ۳–۱ | ۴–۲ | ۳–۱ | ۰–۰ | ۰–۱ | ۱–۰ | ۱–۱ | ۲–۰ |     | ۲–۱ | ۱–۱ | ۱–۰                       | ۱–۱ | ۲–۰ | ۱–۱ | ۲–۴ | ۲–۱ |
| مایورکا        | ۱–۰ | ۰–۰ | ۰–۲ | ۰–۴ | ۱–۲ | ۵–۱ | ۲–۱ | ۲–۰ | ۰–۱ | ۱–۲ | ۱–۱ | ۲–۰ |     | ۲–۲ | ۱–۰                       | ۰–۱ | ۰–۱ | ۰–۲ | ۴–۱ | ۳–۱ |
| اوساسونا       | ۴–۲ | ۱–۲ | ۰–۵ | ۲–۲ | ۰–۰ | ۲–۱ | ۰–۰ | ۱–۰ | ۰–۰ | ۰–۳ | ۲–۱ | ۲–۰ | ۲–۲ |     | ۱–۴                       | ۳–۴ | ۰–۰ | ۱–۱ | ۳–۱ | ۲–۱ |
| رئال مادرید    | ۲–۰ | ۰–۰ | ۱–۰ | ۲–۰ | ۰–۰ | ۲–۲ | ۳–۱ | ۲–۰ | ۱–۰ | ۴–۲ | ۵–۰ | ۳–۲ | ۲–۰ | ۲–۰ |                           | ۳–۱ | ۱–۱ | ۲–۱ | ۳–۰ | ۲–۱ |
| رئال سوسیداد   | ۳–۰ | ۲–۱ | ۲–۰ | ۲–۲ | ۳–۱ | ۰–۱ | ۴–۱ | ۲–۱ | ۱–۲ | ۲–۳ | ۱–۱ | ۱–۲ | ۳–۰ | ۱–۱ | ۱–۲                       |     | ۱–۰ | ۰–۰ | ۳–۰ | ۱–۲ |
| رئال وایادولید | ۱–۰ | ۱–۴ | ۰–۰ | ۰–۱ | ۲–۰ | ۰–۰ | ۲–۰ | ۲–۱ | ۱–۱ | ۱–۱ | ۲–۲ | ۰–۰ | ۳–۰ | ۱–۱ | ۰–۱                       | ۰–۰ |     | ۰–۱ | ۱–۱ | ۱–۱ |
| سویا           | ۱–۱ | ۱–۱ | ۱–۱ | ۰–۰ | ۲–۰ | ۱–۱ | ۱–۰ | ۲–۲ | ۲–۰ | ۲–۰ | ۱–۰ | ۱–۰ | ۲–۰ | ۳–۲ | ۰–۱                       | ۳–۲ | ۱–۱ |     | ۱–۰ | ۱–۲ |
| والنسیا        | ۲–۱ | ۰–۲ | ۲–۲ | ۲–۰ | ۲–۱ | ۱–۰ | ۱–۰ | ۱–۰ | ۳–۳ | ۲–۰ | ۱–۱ | ۱–۱ | ۲–۰ | ۲–۰ | ۱–۱                       | ۱–۱ | ۲–۱ | ۱–۱ |     | ۲–۱ |
| ویارئال        | ۴–۱ | ۰–۰ | ۰–۰ | ۱–۴ | ۵–۱ | ۱–۳ | ۴–۰ | ۱–۲ | ۱–۰ | ۴–۴ | ۱–۲ | ۲–۱ | ۱–۰ | ۳–۱ | ۲–۲                       | ۱–۲ | ۲–۰ | ۲–۲ | ۲–۰ |     |

### تقویم لیگ
نتایج هفتگی لا لیگا ۲۰–۲۰۱۹.

#### نیم‌فصل اول
| اتلتیک بیلبائو | ۱ – ۰ | بارسلونا     | سن مامس        | ۱۶ اوت | ۲۱:۰۰ | ۴۷٫۶۹۳ | کارلوس دل سرو   | ۲ | ۰ |
| سلتاویگو       | ۱ – ۳ | رئال مادرید  | بالایدوس       | ۱۷ اوت | ۱۷:۰۰ | ۲۳٫۵۶۶ | استرادا فرناندز | ۷ | ۱ |
| والنسیا        | ۱ – ۱ | رئال سوسیداد | مستایا         | ۱۷ اوت | ۱۹:۰۰ | ۴۱٫۹۵۳ | خیل مانزانو     | ۸ | ۰ |
| مایورکا        | ۲ – ۱ | ایبار        | سون مویکس      | ۱۷ اوت | ۲۰:۰۰ | ۱۵٫۱۲۷ | ملرو لوپز       | ۵ | ۰ |
| ویارئال        | ۴ – ۴ | گرانادا      | ال مادریگا     | ۱۷ اوت | ۲۱:۰۰ | ۱۴٫۷۵۳ | کوردرو وگا      | ۴ | ۰ |
| لگانس          | ۰ – ۱ | اوساسونا     | بوتارکه        | ۱۷ اوت | ۲۱:۰۰ | ۱۰٫۰۲۰ | آربرولا روخاس   | ۵ | ۱ |
| آلاوس          | ۱ – ۰ | لگانس        | مندیزوروتسا    | ۱۸ اوت | ۱۷:۰۰ | ۱۲٫۰۲۹ | سوتو گرادو      | ۳ | ۰ |
| اسپانیول       | ۰ – ۲ | سویا         | آرسی‌دی‌ئی       | ۱۸ اوت | ۱۹:۰۰ | ۱۹٫۸۳۲ | مارتینز مونوئرا | ۴ | ۰ |
| رئال بتیس      | ۱ – ۲ | وایادولید    | بنیتو ویامارین | ۱۸ اوت | ۲۱:۰۰ | ۴۹٫۵۵۴ | خایمه لاتره     | ۸ | ۱ |
| اتلتیکو مادرید | ۱ – ۰ | ختافه        | متروپولیتانو   | ۱۸ اوت | ۲۲:۰۰ | ۵۵٫۰۹۹ | کوادرا فرناندز  | ۷ | ۱ |

| گرانادا     | ۰ – ۱ | سویا           | لوس کارمنس       | ۲۳ اوت | ۲۰:۰۰ | ۱۵٫۸۴۹ | سانچز مارتینز   | ۲ | ۰ |
| لگانس       | ۲ – ۱ | ویارئال        | سیوداد والنسیا   | ۲۳ اوت | ۲۲:۰۰ | ۱۸٫۹۱۴ | مونوئرا مونترو  | ۳ | ۰ |
| اوساسونا    | ۰ – ۰ | ایبار          | ال سادار         | ۲۴ اوت | ۱۷:۰۰ | ۱۳٫۹۹۳ | مدیه خیمنز      | ۸ | ۰ |
| رئال مادرید | ۱ – ۱ | وایادولید      | سانتیاگو برنابئو | ۲۴ اوت | ۱۹:۰۰ | ۶۳٫۰۳۷ | گونزالز فوئرتس  | ۳ | ۰ |
| ختافه       | ۱ – ۱ | اتلتیک بیلبائو | آلفونسو پرز      | ۲۴ اوت | ۲۱:۰۰ | ۱۰٫۱۰۲ | متئو لائوس      | ۳ | ۰ |
| سلتاویگو    | ۱ – ۰ | والنسیا        | بالایدوس         | ۲۴ اوت | ۲۱:۰۰ | ۲۰٫۰۶۵ | هرناندز هرناندز | ۳ | ۰ |
| آلاوس       | ۰ – ۰ | اسپانیول       | مندیزوروتسا      | ۲۵ اوت | ۱۷:۰۰ | ۱۴٫۵۶۷ | پریتو ایگلسیاس  | ۴ | ۰ |
| مایورکا     | ۰ – ۱ | رئال سوسیداد   | سون مویکس        | ۲۵ اوت | ۱۷:۰۰ | ۱۸٫۰۲۸ | پیزارو گومز     | ۳ | ۰ |
| لگانس       | ۰ – ۱ | اتلتیکو مادرید | بوتارکه          | ۲۵ اوت | ۱۹:۰۰ | ۱۱٫۷۴۲ | بنگوئچیا        | ۹ | ۰ |
| بارسلونا    | ۵ – ۲ | رئال بتیس      | نیوکمپ           | ۲۵ اوت | ۲۱:۰۰ | ۷۹٫۱۶۰ | گونزالز گونزالز | ۲ | ۰ |

| سویا           | ۱ – ۱ | سلتاویگو     | سانچز پیس‌خوان  | ۳۰ اوت    | ۲۰:۰۰ | ۳۷٫۷۸۷ | کارلوس دل سرو   | ۶ | ۰ |
| اتلتیک بیلبائو | ۲ – ۰ | رئال سوسیداد | سن مامس        | ۳۰ اوت    | ۲۲:۰۰ | ۴۶٫۶۹۷ | استرادا فرناندز | ۴ | ۰ |
| اوساسونا       | ۲ – ۲ | بارسلونا     | ال سادار       | ۳۱ اوت    | ۱۷:۰۰ | ۱۶٫۷۴۲ | مارتینز مونوئرا | ۶ | ۰ |
| لگانس          | ۲ – ۰ | وایادولید    | سیوداد والنسیا | ۳۱ اوت    | ۱۹:۰۰ | ۱۹٫۳۴۷ | کوردرو وگا      | ۴ | ۰ |
| ختافه          | ۱ – ۱ | آلاوس        | آلفونسو پرز    | ۳۱ اوت    | ۱۹:۰۰ | ۱۰٫۸۰۶ | ملرو لوپز       | ۴ | ۰ |
| رئال بتیس      | ۲ – ۱ | لگانس        | بنیتو ویامارین | ۳۱ اوت    | ۲۱:۰۰ | ۴۷٫۸۱۹ | کوادرا فرناندز  | ۶ | ۰ |
| والنسیا        | ۲ – ۰ | مایورکا      | مستایا         | ۱ سپتامبر | ۱۷:۰۰ | ۴۰٫۴۴۱ | آربرولا روخاس   | ۱ | ۰ |
| اسپانیول       | ۰ – ۳ | گرانادا      | آرسی‌دی‌ئی       | ۱ سپتامبر | ۱۹:۰۰ | ۲۰٫۸۷۰ | سوتو گرادو      | ۵ | ۰ |
| اتلتیکو مادرید | ۳ – ۲ | ایبار        | متروپولیتانو   | ۱ سپتامبر | ۱۹:۰۰ | ۵۶٫۶۶۴ | خایمه لاتره     | ۳ | ۰ |
| ویارئال        | ۲ – ۲ | رئال مادرید  | ال مادریگا     | ۱ سپتامبر | ۲۱:۰۰ | ۲۰٫۱۲۸ | خیل مانزانو     | ۵ | ۰ |

| مایورکا      | ۰ – ۰ | اتلتیک بیلبائو | سون مویکس        | ۱۳ سپتامبر | ۲۱:۰۰ | ۱۶٫۳۹۰ | گونزالز فوئرتس  | ۷  | ۰ |
| رئال مادرید  | ۳ – ۲ | لگانس          | سانتیاگو برنابئو | ۱۴ سپتامبر | ۱۳:۰۰ | ۶۰٫۴۰۱ | بنگوئچیا        | ۴  | ۰ |
| لگانس        | ۰ – ۳ | ویارئال        | بوتارکه          | ۱۴ سپتامبر | ۱۶:۰۰ | ۷٫۶۷۰  | مدیه خیمنز      | ۲  | ۰ |
| رئال سوسیداد | ۲ – ۰ | اتلتیکو مادرید | آنوئتا           | ۱۴ سپتامبر | ۱۸:۳۰ | ۳۴٫۷۱۹ | متئو لائوس      | ۴  | ۰ |
| بارسلونا     | ۵ – ۲ | والنسیا        | نیوکمپ           | ۱۴ سپتامبر | ۲۱:۰۰ | ۸۱٫۶۱۷ | سانچز مارتینز   | ۵  | ۰ |
| ایبار        | ۱ – ۲ | اسپانیول       | ایپوروا          | ۱۵ سپتامبر | ۱۲:۰۰ | ۵٫۴۱۰  | پیزارو گومز     | ۶  | ۰ |
| آلاوس        | ۰ – ۱ | سویا           | مندیزوروتسا      | ۱۵ سپتامبر | ۱۴:۰۰ | ۱۶٫۳۰۹ | هرناندز هرناندز | ۱۰ | ۰ |
| سلتاویگو     | ۰ – ۲ | گرانادا        | بالایدوس         | ۱۵ سپتامبر | ۱۶:۰۰ | ۱۸٫۲۵۹ | پریتو ایگلسیاس  | ۶  | ۲ |
| وایادولید    | ۱ – ۱ | اوساسونا       | خوزه زوریلا      | ۱۵ سپتامبر | ۱۸:۳۰ | ۲۰٫۶۷۰ | مونوئرا مونترو  | ۱  | ۰ |
| رئال بتیس    | ۱ – ۱ | ختافه          | بنیتو ویامارین   | ۱۵ سپتامبر | ۲۱:۰۰ | ۴۷٫۸۸۴ | گونزالز گونزالز | ۹  | ۲ |

| اوساسونا       | ۰ – ۰ | رئال بتیس    | ال سادار       | ۲۰ سپتامبر | ۲۱:۰۰ | ۱۵٫۵۶۹ | کارلوس دل سرو   | ۳ | ۰ |
| ویارئال        | ۲ – ۰ | وایادولید    | ال مادریگا     | ۲۱ سپتامبر | ۱۳:۰۰ | ۱۶٫۱۹۵ | سوتو گرادو      | ۳ | ۰ |
| لگانس          | ۰ – ۰ | ایبار        | سیوداد والنسیا | ۲۱ سپتامبر | ۱۶:۰۰ | ۱۸٫۹۰۴ | آربرولا روخاس   | ۲ | ۰ |
| اتلتیکو مادرید | ۰ – ۰ | سلتاویگو     | متروپولیتانو   | ۲۱ سپتامبر | ۱۸:۳۰ | ۵۷٫۷۰۱ | ملرو لوپز       | ۸ | ۰ |
| گرانادا        | ۲ – ۰ | بارسلونا     | لوس کارمنس     | ۲۱ سپتامبر | ۲۱:۰۰ | ۱۸٫۸۸۰ | کوادرا فرناندز  | ۵ | ۰ |
| ختافه          | ۴ – ۲ | مایورکا      | آلفونسو پرز    | ۲۲ سپتامبر | ۱۲:۰۰ | ۱۱٫۳۳۸ | خایمه لاتره     | ۹ | ۰ |
| اسپانیول       | ۱ – ۳ | رئال سوسیداد | آرسی‌دی‌ئی       | ۲۲ سپتامبر | ۱۴:۰۰ | ۱۹٫۱۷۳ | کوردرو وگا      | ۱ | ۰ |
| والنسیا        | ۱ – ۱ | لگانس        | مستایا         | ۲۲ سپتامبر | ۱۶:۰۰ | ۳۹٫۰۱۴ | استرادا فرناندز | ۷ | ۰ |
| اتلتیک بیلبائو | ۲ – ۰ | آلاوس        | سن مامس        | ۲۲ سپتامبر | ۱۸:۳۰ | ۴۵٫۱۴۳ | خیل مانزانو     | ۵ | ۰ |
| سویا           | ۰ – ۱ | رئال مادرید  | سانچز پیس‌خوان  | ۲۲ سپتامبر | ۲۱:۰۰ | ۴۲٫۳۵۴ | مارتینز مونوئرا | ۵ | ۰ |

| وایادولید    | ۱ – ۱ | گرانادا        | خوزه زوریلا      | ۲۴ سپتامبر | ۱۹:۰۰ | ۱۸٫۴۱۰ | پیزارو گومز     | ۵ | ۰ |
| رئال بتیس    | ۳ – ۱ | لگانس          | بنیتو ویامارین   | ۲۴ سپتامبر | ۲۰:۰۰ | ۴۴٫۵۶۰ | پریتو ایگلسیاس  | ۴ | ۰ |
| بارسلونا     | ۲ – ۱ | ویارئال        | نیوکمپ           | ۲۴ سپتامبر | ۲۱:۰۰ | ۷۰٫۳۱۶ | بنگوئچیا        | ۶ | ۰ |
| لگانس        | ۱ – ۱ | اتلتیک بیلبائو | بوتارکه          | ۲۵ سپتامبر | ۱۹:۰۰ | ۱۱٫۰۳۶ | گونزالز گونزالز | ۱ | ۰ |
| مایورکا      | ۰ – ۲ | اتلتیکو مادرید | سون مویکس        | ۲۵ سپتامبر | ۱۹:۰۰ | ۱۶٫۳۰۸ | هرناندز هرناندز | ۸ | ۰ |
| والنسیا      | ۳ – ۳ | ختافه          | مستایا           | ۲۵ سپتامبر | ۲۰:۰۰ | ۳۷٫۸۱۴ | مونوئرا مونترو  | ۵ | ۰ |
| رئال مادرید  | ۲ – ۰ | اوساسونا       | سانتیاگو برنابئو | ۲۵ سپتامبر | ۲۱:۰۰ | ۵۷٫۵۲۰ | متئو لائوس      | ۴ | ۰ |
| ایبار        | ۳ – ۲ | سویا           | ایپوروا          | ۲۶ سپتامبر | ۱۹:۰۰ | ۵٫۴۳۴  | گونزالز فوئرتس  | ۷ | ۰ |
| سلتاویگو     | ۱ – ۱ | اسپانیول       | بالایدوس         | ۲۶ سپتامبر | ۲۰:۰۰ | ۱۶٫۳۶۱ | سانچز مارتینز   | ۷ | ۰ |
| رئال سوسیداد | ۳ – ۰ | آلاوس          | آنوئتا           | ۲۶ سپتامبر | ۲۱:۰۰ | ۲۸٫۷۲۰ | مدیه خیمنز      | ۵ | ۰ |

| ویارئال        | ۵ – ۱ | رئال بتیس    | ال مادریگا     | ۲۷ سپتامبر | ۲۱:۰۰ | ۱۸٫۱۳۵ | استرادا فرناندز | ۵ | ۰ |
| اتلتیک بیلبائو | ۰ – ۱ | والنسیا      | سن مامس        | ۲۸ سپتامبر | ۱۳:۰۰ | ۴۲٫۴۲۰ | ملرو لوپز       | ۶ | ۰ |
| ختافه          | ۰ – ۲ | بارسلونا     | آلفونسو پرز    | ۲۸ سپتامبر | ۱۶:۰۰ | ۱۵٫۱۳۵ | خیل مانزانو     | ۸ | ۰ |
| گرانادا        | ۱ - ۰ | لگانس        | لوس کارمنس     | ۲۸ سپتامبر | ۱۸:۳۰ | ۱۵٫۵۱۹ | کوردرو وگا      | ۷ | ۰ |
| اتلتیکو مادرید | ۰ – ۰ | رئال مادرید  | متروپولیتانو   | ۲۸ سپتامبر | ۲۱:۰۰ | ۶۲٫۰۳۲ | گونزالز گونزالز | ۳ | ۰ |
| اسپانیول       | ۰ – ۲ | وایادولید    | آرسی‌دی‌ئی       | ۲۹ سپتامبر | ۱۲:۰۰ | ۲۰٫۹۱۱ | کوادرا فرناندز  | ۲ | ۱ |
| ایبار          | ۲ – ۰ | سلتاویگو     | ایپوروا        | ۲۹ سپتامبر | ۱۴:۰۰ | ۵٫۴۵۳  | مارتینز مونوئرا | ۴ | ۰ |
| آلاوس          | ۲ – ۰ | مایورکا      | مندیزوروتسا    | ۲۹ سپتامبر | ۱۶:۰۰ | ۱۷٫۱۳۵ | کارلوس دل سرو   | ۵ | ۰ |
| لگانس          | ۱ – ۱ | اوساسونا     | سیوداد والنسیا | ۲۹ سپتامبر | ۱۸:۳۰ | ۱۹٫۳۶۲ | سوتو گرادو      | ۶ | ۰ |
| سویا           | ۳ – ۲ | رئال سوسیداد | سانچز پیس‌خوان  | ۲۹ سپتامبر | ۲۱:۰۰ | ۳۷٫۴۵۸ | آربرولا روخاس   | ۲ | ۰ |

| رئال بتیس    | ۱ – ۱ | ایبار          | بنیتو ویامارین   | ۴ اکتبر | ۲۱:۰۰ | ۴۶٫۱۴۳ | هرناندز هرناندز | ۹  | ۰ |
| لگانس        | ۱ – ۲ | لگانس          | بوتارکه          | ۵ اکتبر | ۱۳:۰۰ | ۱۰٫۱۶۰ | مونوئرا مونترو  | ۸  | ۰ |
| رئال مادرید  | ۴ – ۲ | گرانادا        | سانتیاگو برنابئو | ۵ اکتبر | ۱۶:۰۰ | ۷۰٫۳۱۵ | خایمه لاتره     | ۹  | ۰ |
| والنسیا      | ۲ – ۱ | آلاوس          | مستایا           | ۵ اکتبر | ۱۸:۳۰ | ۳۸٫۹۴۳ | پریتو ایگلسیاس  | ۴  | ۰ |
| اوساسونا     | ۲ – ۱ | ویارئال        | ال سادار         | ۵ اکتبر | ۲۱:۰۰ | ۱۵٫۴۱۵ | پیزارو گومز     | ۴  | ۰ |
| مایورکا      | ۲ – ۰ | اسپانیول       | سون مویکس        | ۶ اکتبر | ۱۲:۰۰ | ۱۵٫۰۵۲ | بنگوئچیا        | ۴  | ۰ |
| سلتاویگو     | ۱ – ۰ | اتلتیک بیلبائو | بالایدوس         | ۶ اکتبر | ۱۴:۰۰ | ۱۹٫۶۹۰ | مدیه خیمنز      | ۵  | ۰ |
| وایادولید    | ۰ – ۰ | اتلتیکو مادرید | خوزه زوریلا      | ۶ اکتبر | ۱۶:۰۰ | ۲۳٫۶۵۰ | سانچز مارتینز   | ۱۰ | ۰ |
| رئال سوسیداد | ۱ – ۲ | ختافه          | آنوئتا           | ۶ اکتبر | ۱۸:۳۰ | ۳۰٫۱۵۳ | گونزالز فوئرتس  | ۶  | ۰ |
| بارسلونا     | ۴ – ۰ | سویا           | نیوکمپ           | ۶ اکتبر | ۲۱:۰۰ | ۸۱٫۳۳۱ | متئو لائوس      | ۸  | ۲ |

| گرانادا        | ۱ – ۰ | اوساسونا    | لوس کارمنس    | ۱۸ اکتبر | ۲۱:۰۰ | ۱۶٫۹۸۶ | استرادا فرناندز | ۸ | ۱ |
| ایبار          | ۰ – ۳ | بارسلونا    | ایپوروا       | ۱۹ اکتبر | ۱۳:۰۰ | ۷٫۲۹۵  | ملرو لوپز       | ۵ | ۰ |
| اتلتیکو مادرید | ۱ – ۱ | والنسیا     | متروپولیتانو  | ۱۹ اکتبر | ۱۶:۰۰ | ۶۱٫۶۰۳ | کوردرو وگا      | ۳ | ۱ |
| ختافه          | ۲ – ۰ | لگانس       | آلفونسو پرز   | ۱۹ اکتبر | ۱۸:۳۰ | ۱۳٫۰۱۸ | مارتینز مونوئرا | ۵ | ۰ |
| مایورکا        | ۱ – ۰ | رئال مادرید | سون مویکس     | ۱۹ اکتبر | ۲۱:۰۰ | ۲۰٫۲۷۵ | آربرولا روخاس   | ۲ | ۱ |
| آلاوس          | ۲ – ۰ | سلتاویگو    | مندیزوروتسا   | ۲۰ اکتبر | ۱۲:۰۰ | ۱۶٫۵۸۴ | گونزالز گونزالز | ۶ | ۰ |
| رئال سوسیداد   | ۳ – ۱ | رئال بتیس   | آنوئتا        | ۲۰ اکتبر | ۱۴:۰۰ | ۲۸٫۰۳۲ | سوتو گرادو      | ۶ | ۰ |
| اسپانیول       | ۰ – ۱ | ویارئال     | آرسی‌دی‌ئی      | ۲۰ اکتبر | ۱۶:۰۰ | ۲۰٫۶۵۳ | کارلوس دل سرو   | ۳ | ۰ |
| اتلتیک بیلبائو | ۱ – ۱ | وایادولید   | سن مامس       | ۲۰ اکتبر | ۱۸:۳۰ | ۳۷٫۱۰۷ | خیل مانزانو     | ۵ | ۰ |
| سویا           | ۱ – ۰ | لگانس       | سانچز پیس‌خوان | ۲۰ اکتبر | ۲۱:۰۰ | ۳۴٫۶۵۷ | کوادرا فرناندز  | ۴ | ۰ |

| ویارئال        | ۴ – ۱ | آلاوس          | ال مادریگا     | ۲۵ اکتبر  | ۱۹:۰۰ | ۱۶٫۰۴۹ | مدیه خیمنز      | ۴ | ۰ |
| لگانس          | ۱ – ۰ | مایورکا        | بوتارکه        | ۲۶ اکتبر  | ۱۶:۰۰ | ۱۰٫۰۵۸ | پریتو ایگلسیاس  | ۵ | ۰ |
| وایادولید      | ۲ – ۰ | ایبار          | خوزه زوریلا    | ۲۶ اکتبر  | ۱۸:۳۰ | ۲۰٫۰۳۶ | مونوئرا مونترو  | ۲ | ۰ |
| اتلتیکو مادرید | ۲ – ۰ | اتلتیک بیلبائو | متروپولیتانو   | ۲۶ اکتبر  | ۲۱:۰۰ | ۵۹٫۲۱۱ | هرناندز هرناندز | ۴ | ۰ |
| سلتاویگو       | ۰ – ۱ | رئال سوسیداد   | بالایدوس       | ۲۷ اکتبر  | ۱۳:۰۰ | ۱۸٫۰۰۲ | پیزارو گومز     | ۵ | ۱ |
| گرانادا        | ۱ – ۰ | رئال بتیس      | لوس کارمنس     | ۲۷ اکتبر  | ۱۵:۰۰ | ۱۸٫۸۹۵ | متئو لائوس      | ۷ | ۰ |
| لگانس          | ۰ – ۱ | اسپانیول       | سیوداد والنسیا | ۲۷ اکتبر  | ۱۷:۰۰ | ۱۸٫۹۳۴ | گونزالز فوئرتس  | ۵ | ۰ |
| سویا           | ۲ – ۰ | ختافه          | سانچز پیس‌خوان  | ۲۷ اکتبر  | ۱۹:۳۰ | ۳۸٫۱۸۱ | سانچز مارتینز   | ۵ | ۰ |
| اوساسونا       | ۳ – ۱ | والنسیا        | ال سادار       | ۲۷ اکتبر  | ۲۲:۰۰ | ۱۴٫۹۷۶ | خایمه لاتره     | ۲ | ۱ |
| بارسلونا       | ۰ – ۰ | رئال مادرید    | نیوکمپ         | ۱۸ دسامبر | ۲۰:۰۰ | ۹۳٫۴۲۶ | هرناندز هرناندز | ۸ | ۰ |

| آلاوس          | ۱ – ۱ | اتلتیکو مادرید | مندیزوروتسا      | ۲۹ اکتبر | ۱۹:۰۰ | ۱۷٫۲۳۵ | استرادا فرناندز | ۶  | ۰ |
| بارسلونا       | ۵ – ۱ | وایادولید      | نیوکمپ           | ۲۹ اکتبر | ۲۱:۱۵ | ۵۹٫۸۹۶ | آربرولا روخاس   | ۳  | ۰ |
| رئال سوسیداد   | ۱ – ۲ | لگانس          | آنوئتا           | ۳۰ اکتبر | ۱۹:۰۰ | ۲۸٫۱۴۲ | ملرو لوپز       | ۷  | ۰ |
| والنسیا        | ۱ – ۱ | سویا           | مستایا           | ۳۰ اکتبر | ۱۹:۰۰ | ۳۷٫۸۸۱ | کارلوس دل سرو   | ۹  | ۰ |
| اتلتیک بیلبائو | ۳ – ۰ | اسپانیول       | سن مامس          | ۳۰ اکتبر | ۲۰:۰۰ | ۳۷٫۰۹۴ | مارتینز مونوئرا | ۱  | ۰ |
| رئال بتیس      | ۲ – ۱ | سلتاویگو       | بنیتو ویامارین   | ۳۰ اکتبر | ۲۱:۰۰ | ۴۳٫۳۵۳ | خیل مانزانو     | ۷  | ۰ |
| رئال مادرید    | ۵ – ۰ | لگانس          | سانتیاگو برنابئو | ۳۰ اکتبر | ۲۱:۱۵ | ۵۳٫۸۷۰ | سوتو گرادو      | ۶  | ۰ |
| ایبار          | ۲ – ۱ | ویارئال        | ایپوروا          | ۳۱ اکتبر | ۱۹:۰۰ | ۵٫۶۳۲  | کوادرا فرناندز  | ۳  | ۰ |
| مایورکا        | ۲ – ۲ | اوساسونا       | سون مویکس        | ۳۱ اکتبر | ۱۹:۰۰ | ۱۲٫۶۴۱ | کوردرو وگا      | ۶  | ۰ |
| ختافه          | ۳ – ۱ | گرانادا        | آلفونسو پرز      | ۳۱ اکتبر | ۲۱:۱۵ | ۱۰٫۲۲۷ | گونزالز گونزالز | ۱۰ | ۰ |

| اسپانیول    | ۱ – ۲ | والنسیا        | آرسی‌دی‌ئی         | ۲ نوامبر | ۱۳:۰۰ | ۱۸٫۴۲۸ | پیزارو گومز     | ۱ | ۰ |
| لگانس       | ۳ – ۱ | بارسلونا       | سیوداد والنسیا   | ۲ نوامبر | ۱۶:۰۰ | ۲۳٫۳۴۱ | هرناندز هرناندز | ۷ | ۰ |
| سویا        | ۱ – ۱ | اتلتیکو مادرید | سانچز پیس‌خوان    | ۲ نوامبر | ۱۸:۳۰ | ۳۹٫۹۵۷ | گونزالز گونزالز | ۷ | ۰ |
| رئال مادرید | ۰ – ۰ | رئال بتیس      | سانتیاگو برنابئو | ۲ نوامبر | ۲۱:۰۰ | ۷۰٫۳۷۵ | سانچز مارتینز   | ۶ | ۰ |
| وایادولید   | ۳ – ۰ | مایورکا        | خوزه زوریلا      | ۳ نوامبر | ۱۲:۰۰ | ۱۸٫۴۱۹ | مدیه خیمنز      | ۸ | ۰ |
| ویارئال     | ۰ – ۰ | اتلتیک بیلبائو | ال مادریگا       | ۳ نوامبر | ۱۴:۰۰ | ۱۷٫۴۶۰ | خایمه لاتره     | ۲ | ۰ |
| اوساسونا    | ۴ – ۲ | آلاوس          | ال سادار         | ۳ نوامبر | ۱۶:۰۰ | ۱۵٫۹۵۴ | مونوئرا مونترو  | ۶ | ۰ |
| سلتاویگو    | ۰ – ۱ | ختافه          | بالایدوس         | ۳ نوامبر | ۱۸:۳۰ | ۱۴٫۷۰۵ | متئو لائوس      | ۶ | ۰ |
| لگانس       | ۱ – ۲ | ایبار          | بوتارکه          | ۳ نوامبر | ۱۸:۳۰ | ۹٫۶۴۸  | گونزالز فوئرتس  | ۷ | ۰ |
| گرانادا     | ۱ – ۲ | رئال سوسیداد   | لوس کارمنس       | ۳ نوامبر | ۲۱:۰۰ | ۱۶٫۹۲۱ | پریتو ایگلسیاس  | ۲ | ۰ |

| رئال سوسیداد   | ۱ – ۱ | لگانس       | آنوئتا         | ۸ نوامبر  | ۲۱:۰۰ | ۲۷٫۶۸۴ | مارتینز مونوئرا | ۵ | ۰ |
| آلاوس          | ۳ – ۰ | وایادولید   | مندیزوروتسا    | ۹ نوامبر  | ۱۳:۰۰ | ۱۶٫۱۴۸ | ملرو لوپز       | ۶ | ۰ |
| والنسیا        | ۲ – ۰ | گرانادا     | مستایا         | ۹ نوامبر  | ۱۶:۰۰ | ۳۹٫۸۸۲ | استرادا فرناندز | ۵ | ۰ |
| ایبار          | ۰ – ۴ | رئال مادرید | ایپوروا        | ۹ نوامبر  | ۱۸:۳۰ | ۷٫۰۴۵  | کوردرو وگا      | ۰ | ۰ |
| بارسلونا       | ۴ – ۱ | سلتاویگو    | نیوکمپ         | ۹ نوامبر  | ۲۱:۰۰ | ۷۱٫۲۰۹ | کوادرا فرناندز  | ۵ | ۰ |
| مایورکا        | ۳ – ۱ | ویارئال     | سون مویکس      | ۱۰ نوامبر | ۱۲:۰۰ | ۸٫۳۴۸  | کارلوس دل سرو   | ۵ | ۰ |
| اتلتیک بیلبائو | ۲ – ۱ | لگانس       | سن مامس        | ۱۰ نوامبر | ۱۴:۰۰ | ۳۳٫۲۰۲ | آربرولا روخاس   | ۵ | ۰ |
| اتلتیکو مادرید | ۳ – ۱ | اسپانیول    | متروپولیتانو   | ۱۰ نوامبر | ۱۶:۰۰ | ۵۳٫۰۶۹ | خیل مانزانو     | ۴ | ۰ |
| ختافه          | ۰ – ۰ | اوساسونا    | آلفونسو پرز    | ۱۰ نوامبر | ۱۸:۳۰ | ۱۰٫۵۵۸ | سوتو گرادو      | ۶ | ۰ |
| رئال بتیس      | ۱ – ۲ | سویا        | بنیتو ویامارین | ۱۰ نوامبر | ۲۱:۰۰ | ۵۳٫۱۱۰ | هرناندز هرناندز | ۵ | ۰ |

| لگانس       | ۲ – ۱ | مایورکا        | سیوداد والنسیا   | ۲۲ نوامبر | ۲۱:۰۰ | ۱۵٫۱۱۰ | پیزارو گومز    | ۱ | ۱ |
| لگانس       | ۱ – ۲ | بارسلونا       | بوتارکه          | ۲۳ نوامبر | ۱۳:۰۰ | ۱۲٫۱۱۰ | خایمه لاتره    | ۳ | ۰ |
| رئال بتیس   | ۲ – ۱ | والنسیا        | بنیتو ویامارین   | ۲۳ نوامبر | ۱۶:۰۰ | ۴۵٫۵۶۲ | بنگوئچیا       | ۴ | ۰ |
| گرانادا     | ۱ – ۱ | اتلتیکو مادرید | لوس کارمنس       | ۲۳ نوامبر | ۱۸:۳۰ | ۱۷٫۰۰۳ | مدیه خیمنز     | ۷ | ۰ |
| رئال مادرید | ۳ – ۱ | رئال سوسیداد   | سانتیاگو برنابئو | ۲۳ نوامبر | ۲۱:۰۰ | ۶۹٫۳۰۵ | خیل مانزانو    | ۲ | ۰ |
| اسپانیول    | ۱ – ۱ | ختافه          | آرسی‌دی‌ئی         | ۲۴ نوامبر | ۱۲:۰۰ | ۲۲٫۰۳۱ | گونزالز فوئرتس | ۷ | ۰ |
| اوساسونا    | ۱ – ۲ | اتلتیک بیلبائو | ال سادار         | ۲۴ نوامبر | ۱۴:۰۰ | ۱۶٫۱۴۵ | سانچز مارتینز  | ۷ | ۰ |
| ایبار       | ۰ – ۲ | آلاوس          | ایپوروا          | ۲۴ نوامبر | ۱۶:۰۰ | ۶٫۳۱۷  | متئو لائوس     | ۳ | ۰ |
| ویارئال     | ۱ – ۳ | سلتاویگو       | ال مادریگا       | ۲۴ نوامبر | ۱۸:۳۰ | ۱۷٫۲۴۱ | مونوئرا مونترو | ۵ | ۰ |
| وایادولید   | ۰ – ۱ | سویا           | خوزه زوریلا      | ۲۴ نوامبر | ۲۱:۰۰ | ۱۸٫۲۸۸ | پریتو ایگلسیاس | ۵ | ۱ |

| سلتاویگو       | ۰ – ۰ | وایادولید   | بالایدوس      | ۲۹ نوامبر | ۲۱:۰۰ | ۱۶٫۹۱۸ | آربرولا روخاس   | ۴ | ۰ |
| آلاوس          | ۱ – ۲ | رئال مادرید | مندیزوروتسا   | ۳۰ نوامبر | ۱۳:۰۰ | ۱۹٫۳۵۷ | کوادرا فرناندز  | ۷ | ۰ |
| رئال سوسیداد   | ۴ – ۱ | ایبار       | آنوئتا        | ۳۰ نوامبر | ۱۶:۰۰ | ۲۸٫۶۱۲ | کارلوس دل سرو   | ۵ | ۰ |
| مایورکا        | ۱ – ۲ | رئال بتیس   | سون مویکس     | ۳۰ نوامبر | ۱۸:۳۰ | ۱۶٫۸۱۰ | مارتینز مونوئرا | ۵ | ۱ |
| والنسیا        | ۲ – ۱ | ویارئال     | مستایا        | ۳۰ نوامبر | ۲۱:۰۰ | ۳۸٫۵۲۱ | سوتو گرادو      | ۳ | ۰ |
| سویا           | ۱ – ۰ | لگانس       | سانچز پیس‌خوان | ۱ دسامبر  | ۱۲:۰۰ | ۳۳٫۶۴۸ | بنگوئچیا        | ۶ | ۰ |
| اتلتیک بیلبائو | ۲ – ۰ | گرانادا     | سن مامس       | ۱ دسامبر  | ۱۴:۰۰ | ۳۷٫۹۷۴ | کوردرو وگا      | ۹ | ۰ |
| اسپانیول       | ۲ – ۴ | اوساسونا    | آرسی‌دی‌ئی      | ۱ دسامبر  | ۱۶:۰۰ | ۲۱٫۲۳۸ | ملرو لوپز       | ۳ | ۱ |
| ختافه          | ۴ – ۰ | لگانس       | آلفونسو پرز   | ۱ دسامبر  | ۱۸:۳۰ | ۶٫۵۳۵  | استرادا فرناندز | ۵ | ۰ |
| اتلتیکو مادرید | ۰ – ۱ | بارسلونا    | متروپولیتانو  | ۱ دسامبر  | ۲۱:۰۰ | ۶۴٫۱۹۸ | متئو لائوس      | ۸ | ۰ |

| ویارئال     | ۰ – ۰ | اتلتیکو مادرید | ال مادریگا       | ۶ دسامبر | ۲۲:۰۰ | ۱۷٫۹۶۴ | هرناندز هرناندز | ۳ | ۰ |
| رئال مادرید | ۲ – ۰ | اسپانیول       | سانتیاگو برنابئو | ۷ دسامبر | ۱۳:۰۰ | ۶۴٫۱۲۵ | خایمه لاتره     | ۷ | ۰ |
| گرانادا     | ۳ – ۰ | آلاوس          | لوس کارمنس       | ۷ دسامبر | ۱۶:۰۰ | ۱۴٫۷۷۳ | خیل مانزانو     | ۳ | ۲ |
| لگانس       | ۲ – ۴ | والنسیا        | سیوداد والنسیا   | ۷ دسامبر | ۱۸:۳۰ | ۲۳٫۱۳۷ | مدیه خیمنث      | ۵ | ۱ |
| بارسلونا    | ۵ – ۲ | مایورکا        | نیوکمپ           | ۷ دسامبر | ۲۱:۰۰ | ۷۱٫۰۷۲ | مونوئرا مونترو  | ۳ | ۰ |
| ایبار       | ۰ – ۱ | ختافه          | ایپوروا          | ۸        | ۱۲:۰۰ | ۵٫۹۶۹  | پریتو ایگلسیاس  | ۶ | ۱ |
| رئال بتیس   | ۳ – ۲ | اتلتیک بیلبائو | بنیتو ویامارین   | ۸        | ۱۴:۰۰ | ۴۶٫۱۰۶ | پیزارو گومز     | ۶ | ۰ |
| وایادولید   | ۰ – ۰ | رئال سوسیداد   | خوزه زوریلا      | ۸        | ۱۶:۰۰ | ۱۸٫۶۵۴ | گونزالز فوئرتس  | ۴ | ۰ |
| لگانس       | ۳ – ۲ | سلتاویگو       | بوتارکه          | ۸        | ۱۸:۳۰ | ۷٫۱۱۵  | سانچز مارتینز   | ۸ | ۱ |
| اوساسونا    | ۱ – ۱ | سویا           | ال سادار         | ۸        | ۲۱:۰۰ | ۱۵٫۰۴۵ | استرادا فرناندز | ۸ | ۱ |

| آلاوس          | ۱ – ۱ | لگانس       | مندیزوروتسا   | ۱۳ دسامبر | ۲۱:۰۰ | ۱۵٫۵۶۷ | سوتو گرادو     | ۵ | ۰ |
| گرانادا        | ۱ – ۲ | لگانس       | لوس کارمنس    | ۱۴ دسامبر | ۱۳:۰۰ | ۱۴٫۱۲۷ | کارلوس دل سرو  | ۴ | ۰ |
| رئال سوسیداد   | ۲ – ۲ | بارسلونا    | آنوئتا        | ۱۴ دسامبر | ۱۶:۰۰ | ۳۶٫۶۳۹ | آربرولا روخاس  | ۱ | ۰ |
| اتلتیک بیلبائو | ۰ – ۰ | ایبار       | سن مامس       | ۱۴ دسامبر | ۱۸:۳۰ | ۴۳٫۲۰۳ | ملرو لوپز      | ۶ | ۰ |
| اتلتیکو مادرید | ۲ – ۰ | اوساسونا    | متروپولیتانو  | ۱۴ دسامبر | ۲۱:۰۰ | ۴۶٫۰۳۳ | مونوئرا مونترو | ۲ | ۰ |
| ختافه          | ۲ – ۰ | وایادولید   | آلفونسو پرز   | ۱۵ دسامبر | ۱۲:۰۰ | ۱۰٫۸۱۶ | متئو لائوس     | ۶ | ۰ |
| سلتاویگو       | ۲ – ۲ | مایورکا     | بالایدوس      | ۱۵ دسامبر | ۱۴:۰۰ | ۱۳٫۲۴۷ | بنگوئچیا       | ۶ | ۱ |
| اسپانیول       | ۲ – ۲ | رئال بتیس   | آرسی‌دی‌ئی      | ۱۵ دسامبر | ۱۶:۰۰ | ۲۲٫۲۴۸ | کوادرا فرناندز | ۵ | ۰ |
| سویا           | ۱ – ۲ | ویارئال     | سانچز پیس‌خوان | ۱۵ دسامبر | ۱۸:۳۰ | ۳۶٫۵۲۱ | کوردرو وگا     | ۲ | ۰ |
| والنسیا        | ۱ – ۱ | رئال مادرید | مستایا        | ۱۵ دسامبر | ۲۱:۰۰ | ۴۴٫۲۶۵ | سانچز مارتینز  | ۳ | ۰ |

| ایبار       | ۳ – ۰ | گرانادا        | ایپوروا          | ۲۰ دسامبر | ۲۱:۰۰ | ۵٫۳۴۱  | گونزالز فوئرتس  | ۶ | ۰ |
| مایورکا     | ۰ – ۲ | سویا           | سون مویکس        | ۲۱ دسامبر | ۱۳:۰۰ | ۱۴٫۳۲۱ | خیل مانزانو     | ۸ | ۰ |
| بارسلونا    | ۴ – ۱ | آلاوس          | نیوکمپ           | ۲۱ دسامبر | ۱۶:۰۰ | ۶۳٫۰۵۴ | ملرو لوپز       | ۶ | ۰ |
| ویارئال     | ۱ – ۰ | ختافه          | ال مادریگا       | ۲۱ دسامبر | ۱۸:۳۰ | ۱۴٫۵۲۶ | خایمه لاتره     | ۵ | ۱ |
| وایادولید   | ۱ – ۱ | والنسیا        | خوزه زوریلا      | ۲۱ دسامبر | ۲۱:۰۰ | ۱۶٫۲۹۵ | پیزارو گومز     | ۳ | ۰ |
| لگانس       | ۲ – ۰ | اسپانیول       | بوتارکه          | ۲۲ دسامبر | ۱۲:۰۰ | ۱۰٫۱۸۳ | آربرولا روخاس   | ۷ | ۰ |
| اوساسونا    | ۳ – ۴ | رئال سوسیداد   | ال سادار         | ۲۲ دسامبر | ۱۴:۰۰ | ۱۶٫۱۹۷ | مدیه خیمنز      | ۸ | ۱ |
| رئال بتیس   | ۱ – ۲ | اتلتیکو مادرید | بنیتو ویامارین   | ۲۲ دسامبر | ۱۶:۰۰ | ۵۲٫۰۱۷ | استرادا فرناندز | ۶ | ۰ |
| لگانس       | ۳ – ۱ | سلتاویگو       | سیوداد والنسیا   | ۲۲ دسامبر | ۱۸:۳۰ | ۱۸٫۶۵۳ | پریتو ایگلسیاس  | ۹ | ۰ |
| رئال مادرید | ۰ – ۰ | اتلتیک بیلبائو | سانتیاگو برنابئو | ۲۲ دسامبر | ۲۱:۰۰ | ۷۱٫۳۰۶ | کوردرو وگا      | ۱ | ۰ |

| وایادولید      | ۲ – ۲ | لگانس          | خوزه زوریلا   | ۳ ژانویه | ۱۹:۰۰ | ۲۱٫۴۹۲ | مارتینز مونوئرا | ۵  | ۰ |
| سویا           | ۱ – ۱ | اتلتیک بیلبائو | سانچز پیس‌خوان | ۳ ژانویه | ۲۱:۰۰ | ۳۷٫۹۷۲ | گونزالز گونزالز | ۶  | ۰ |
| والنسیا        | ۱ – ۰ | ایبار          | مستایا        | ۴ ژانویه | ۱۳:۰۰ | ۳۹٫۸۵۶ | هرناندز هرناندز | ۲  | ۱ |
| ختافه          | ۰ – ۳ | رئال مادرید    | آلفونسو پرز   | ۴ ژانویه | ۱۶:۰۰ | ۱۵٫۴۲۶ | مونوئرا مونترو  | ۵  | ۰ |
| اتلتیکو مادرید | ۲ – ۱ | لگانس          | متروپولیتانو  | ۴ ژانویه | ۱۸:۳۰ | ۵۸٫۷۱۱ | بنگوئچیا        | ۴  | ۰ |
| اسپانیول       | ۲ – ۲ | بارسلونا       | آرسی‌دی‌ئی      | ۴ ژانویه | ۲۱:۰۰ | ۳۱٫۲۳۳ | کارلوس دل سرو   | ۴  | ۰ |
| گرانادا        | ۱ – ۰ | مایورکا        | لوس کارمنس    | ۵ ژانویه | ۱۲:۰۰ | ۱۶٫۴۲۸ | سوتو گرادو      | ۶  | ۰ |
| رئال سوسیداد   | ۱ – ۲ | ویارئال        | آنوئتا        | ۵ ژانویه | ۱۴:۰۰ | ۳۱٫۴۸۶ | سانچز مارتینز   | ۹  | ۰ |
| آلاوس          | ۱ – ۱ | رئال بتیس      | مندیزوروتسا   | ۵ ژانویه | ۱۶:۰۰ | ۱۳٫۸۷۵ | متئو لائوس      | ۱۰ | ۱ |
| سلتاویگو       | ۱ – ۱ | اوساسونا       | بالایدوس      | ۵ ژانویه | ۲۱:۰۰ | ۱۱٫۹۸۳ | کوادرا فرناندز  | ۶  | ۰ |

#### نیم‌فصل دوم
| لگانس          | ۰ – ۳ | ختافه          | بوتارکه          | ۱۷ ژانویه | ۲۱:۰۰ | ۱۱٫۴۵۰ | استرادا فرناندز | ۱۰ | ۰ |
| لگانس          | ۰ – ۱ | آلاوس          | سیوداد والنسیا   | ۱۸ ژانویه | ۱۳:۰۰ | ۱۶٫۸۴۸ | خایمه لاتره     | ۶  | ۰ |
| رئال مادرید    | ۲ – ۱ | سویا           | سانتیاگو برنابئو | ۱۸ ژانویه | ۱۶:۰۰ | ۷۲٫۵۱۲ | مارتینز مونوئرا | ۴  | ۰ |
| اوساسونا       | ۰ – ۰ | وایادولید      | ال سادار         | ۱۸ ژانویه | ۱۸:۳۰ | ۱۵٫۳۸۲ | آربرولا روخاس   | ۴  | ۰ |
| ایبار          | ۲ – ۰ | اتلتیکو مادرید | ایپوروا          | ۱۸ ژانویه | ۲۱:۰۰ | ۶٫۴۲۹  | خیل مانزانو     | ۳  | ۰ |
| مایورکا        | ۴ – ۱ | والنسیا        | سون مویکس        | ۱۹ ژانویه | ۱۲:۰۰ | ۹٫۸۵۶  | ملرو لوپز       | ۸  | ۰ |
| رئال بتیس      | ۳ – ۰ | رئال سوسیداد   | بنیتو ویامارین   | ۱۹ ژانویه | ۱۴:۰۰ | ۵۱٫۱۷۱ | کوردرو وگا      | ۴  | ۰ |
| ویارئال        | ۱ – ۲ | اسپانیول       | ال مادریگا       | ۱۹ ژانویه | ۱۶:۰۰ | ۱۲٫۰۵۳ | گونزالز فوئرتس  | ۳  | ۱ |
| اتلتیک بیلبائو | ۱ – ۱ | سلتاویگو       | سن مامس          | ۱۹ ژانویه | ۱۸:۳۰ | ۴۱٫۳۴۸ | مدیه خیمنز      | ۷  | ۰ |
| بارسلونا       | ۱ – ۰ | گرانادا        | نیوکمپ           | ۱۹ ژانویه | ۲۱:۰۰ | ۶۵٫۴۴۴ | پیزارو گومز     | ۲  | ۱ |

| اوساسونا       | ۲ – ۰ | لگانس          | ال سادار      | ۲۴ ژانویه | ۲۱:۰۰ | ۱۴٫۶۶۷ | سوتو گرادو      | ۶ | ۰ |
| اسپانیول       | ۱ – ۱ | اتلتیک بیلبائو | آرسی‌دی‌ئی      | ۲۵ ژانویه | ۱۳:۰۰ | ۲۷٫۵۴۲ | سانچز مارتینز   | ۴ | ۰ |
| والنسیا        | ۲ – ۰ | بارسلونا       | مستایا        | ۲۵ ژانویه | ۱۶:۰۰ | ۴۵٫۸۸۲ | خیل مانزانو     | ۴ | ۰ |
| آلاوس          | ۱ – ۲ | ویارئال        | مندیزوروتسا   | ۲۵ ژانویه | ۱۸:۳۰ | ۱۸٫۱۵۳ | مونوئرا مونترو  | ۳ | ۰ |
| سویا           | ۲ – ۰ | گرانادا        | سانچز پیس‌خوان | ۲۵ ژانویه | ۲۱:۰۰ | ۳۳٫۵۳۳ | هرناندز هرناندز | ۵ | ۰ |
| اتلتیکو مادرید | ۰ – ۰ | لگانس          | متروپولیتانو  | ۲۶ ژانویه | ۱۲:۰۰ | ۵۲٫۷۶۷ | متئو لائوس      | ۵ | ۱ |
| سلتاویگو       | ۰ – ۰ | ایبار          | بالایدوس      | ۲۶ ژانویه | ۱۴:۰۰ | ۱۵٫۴۹۰ | گونزالز گونزالز | ۱ | ۰ |
| ختافه          | ۱ – ۰ | رئال بتیس      | آلفونسو پرز   | ۲۶ ژانویه | ۱۶:۰۰ | ۱۳٫۲۴۴ | پریتو ایگلسیاس  | ۶ | ۱ |
| رئال سوسیداد   | ۳ – ۰ | مایورکا        | آنوئتا        | ۲۶ ژانویه | ۱۸:۳۰ | ۲۹٫۹۱۲ | خایمه لاتره     | ۲ | ۰ |
| وایادولید      | ۰ – ۱ | رئال مادرید    | خوزه زوریلا   | ۲۶ ژانویه | ۲۱:۰۰ | ۲۳٫۴۰۴ | بنگوئچیا        | ۴ | ۰ |

| گرانادا        | ۲ – ۱ | اسپانیول       | لوس کارمنس       | ۱ فوریه | ۱۳:۰۰ | ۱۵٫۳۶۸ | کوادرا فرناندز  | ۶ | ۰ |
| رئال مادرید    | ۱ – ۰ | اتلتیکو مادرید | سانتیاگو برنابئو | ۱ فوریه | ۱۶:۰۰ | ۷۶٫۹۵۵ | استرادا فرناندز | ۴ | ۰ |
| مایورکا        | ۰ – ۱ | وایادولید      | سون مویکس        | ۱ فوریه | ۱۸:۳۰ | ۱۳٫۶۴۴ | مدیه خیمنز      | ۵ | ۰ |
| والنسیا        | ۱ – ۰ | سلتاویگو       | مستایا           | ۱ فوریه | ۲۱:۰۰ | ۳۹٫۷۳۳ | گونزالز فوئرتس  | ۹ | ۰ |
| لگانس          | ۲ – ۱ | رئال سوسیداد   | بوتارکه          | ۲ فوریه | ۱۲:۰۰ | ۱۰٫۹۱۳ | ملرو لوپز       | ۷ | ۰ |
| ایبار          | ۱ – ۱ | رئال بتیس      | ایپوروا          | ۲ فوریه | ۱۴:۰۰ | ۶٫۵۶۴  | مارتینز مونوئرا | ۴ | ۰ |
| اتلتیک بیلبائو | ۰ – ۲ | ختافه          | سن مامس          | ۲ فوریه | ۱۶:۰۰ | ۴۰٫۴۰۸ | آربرولا روخاس   | ۷ | ۰ |
| سویا           | ۱ – ۱ | آلاوس          | سانچز پیس‌خوان    | ۲ فوریه | ۱۸:۳۰ | ۳۶٫۴۱۸ | کارلوس دل سرو   | ۳ | ۰ |
| ویارئال        | ۳ – ۱ | اوساسونا       | ال مادریگا       | ۲ فوریه | ۱۸:۳۰ | ۱۶٫۹۶۱ | پیزارو گومز     | ۵ | ۰ |
| بارسلونا       | ۲ – ۱ | لگانس          | نیوکمپ           | ۲ فوریه | ۲۱:۰۰ | ۶۰٫۲۹۵ | کوردرو وگا      | ۲ | ۰ |

| آلاوس          | ۲ – ۱ | ایبار          | مندیزوروتسا    | ۷ فوریه | ۲۱:۰۰ | ۱۷٫۰۸۹ | پریتو ایگلسیاس  | ۴  | ۰ |
| لگانس          | ۲ – ۰ | لگانس          | سیوداد والنسیا | ۸ فوریه | ۱۳:۰۰ | ۱۷٫۱۱۰ | گونزالز گونزالز | ۵  | ۰ |
| ختافه          | ۳ – ۰ | والنسیا        | آلفونسو پرز    | ۸ فوریه | ۱۶:۰۰ | ۱۳٫۰۷۰ | بنگوئچیا        | ۸  | ۱ |
| وایادولید      | ۱ – ۱ | ویارئال        | خوزه زوریلا    | ۸ فوریه | ۱۸:۳۰ | ۱۹٫۵۵۷ | هرناندز هرناندز | ۶  | ۰ |
| اتلتیکو مادرید | ۱ – ۰ | گرانادا        | متروپولیتانو   | ۸ فوریه | ۲۱:۰۰ | ۵۴٫۱۱۳ | سوتو گرادو      | ۱۰ | ۰ |
| اسپانیول       | ۱ – ۰ | مایورکا        | آرسی‌دی‌ئی       | ۹ فوریه | ۱۲:۰۰ | ۳۲٫۰۸۴ | متئو لائوس      | ۸  | ۰ |
| رئال سوسیداد   | ۲ – ۱ | اتلتیک بیلبائو | آنوئتا         | ۹ فوریه | ۱۴:۰۰ | ۳۶٫۷۳۰ | مونوئرا مونترو  | ۴  | ۱ |
| اوساسونا       | ۱ – ۴ | رئال مادرید    | ال سادار       | ۹ فوریه | ۱۶:۰۰ | ۱۷٫۰۰۰ | خیل مانزانو     | ۴  | ۰ |
| سلتاویگو       | ۲ – ۱ | سویا           | بالایدوس       | ۹ فوریه | ۱۸:۳۰ | ۲۰٫۳۷۵ | خایمه لاتره     | ۵  | ۰ |
| رئال بتیس      | ۲ – ۳ | بارسلونا       | بنیتو ویامارین | ۹ فوریه | ۲۱:۰۰ | ۵۴٫۵۲۶ | سانچز مارتینز   | ۱۳ | ۰ |

| والنسیا        | ۲ – ۲ | اتلتیکو مادرید | مستایا           | ۱۴ فوریه | ۲۱:۰۰ | ۴۳٫۲۹۷ | مدیه خیمنز      | ۵ | ۰ |
| مایورکا        | ۱ – ۰ | آلاوس          | سون مویکس        | ۱۵ فوریه | ۱۳:۰۰ | ۱۲٫۳۲۹ | پیزارو گومز     | ۲ | ۰ |
| بارسلونا       | ۲ – ۱ | ختافه          | نیوکمپ           | ۱۵ فوریه | ۱۶:۰۰ | ۸۰٫۴۰۹ | کوادرا فرناندز  | ۵ | ۰ |
| ویارئال        | ۲ – ۱ | لگانس          | ال مادریگا       | ۱۵ فوریه | ۱۸:۳۰ | ۱۷٫۲۶۹ | ملرو لوپز       | ۴ | ۰ |
| گرانادا        | ۲ – ۱ | وایادولید      | لوس کارمنس       | ۱۵ فوریه | ۲۱:۰۰ | ۱۵٫۷۸۲ | مارتینز مونوئرا | ۴ | ۰ |
| سویا           | ۲ – ۲ | اسپانیول       | سانچز پیس‌خوان    | ۱۶ فوریه | ۱۲:۰۰ | ۳۵٫۶۶۱ | کوردرو وگا      | ۶ | ۱ |
| لگانس          | ۰ – ۰ | رئال بتیس      | بوتارکه          | ۱۶ فوریه | ۱۴:۰۰ | ۱۱٫۱۶۰ | استرادا فرناندز | ۸ | ۱ |
| اتلتیک بیلبائو | ۰ – ۱ | اوساسونا       | سن مامس          | ۱۶ فوریه | ۱۸:۳۰ | ۴۴٫۲۲۲ | گونزالز فوئرتس  | ۸ | ۰ |
| رئال مادرید    | ۲ – ۲ | سلتاویگو       | سانتیاگو برنابئو | ۱۶ فوریه | ۲۱:۰۰ | ۶۲٫۴۴۷ | آربرولا روخاس   | ۴ | ۰ |
| ایبار          | ۱ – ۲ | رئال سوسیداد   | ایپوروا          | ۱۰ مارس  | ۲۰:۰۰ | ۰      | مدیه خیمنز      | ۵ | ۰ |

| رئال بتیس      | ۳ – ۳ | مایورکا        | بنیتو ویامارین | ۲۱ فوریه | ۲۱:۰۰ | ۴۷٫۲۳۱ | خیل مانزانو     | ۳  | ۰ |
| سلتاویگو       | ۱ – ۰ | لگانس          | بالایدوس       | ۲۲ فوریه | ۱۳:۰۰ | ۱۹٫۳۳۵ | مونوئرا مونترو  | ۵  | ۱ |
| بارسلونا       | ۵ – ۰ | ایبار          | نیوکمپ         | ۲۲ فوریه | ۱۶:۰۰ | ۶۶٫۹۷۰ | سوتو گرادو      | ۲  | ۰ |
| رئال سوسیداد   | ۳ – ۰ | والنسیا        | آنوئتا         | ۲۲ فوریه | ۱۸:۳۰ | ۳۱٫۳۸۱ | گونزالز گونزالز | ۲  | ۰ |
| لگانس          | ۱ – ۰ | رئال مادرید    | سیوداد والنسیا | ۲۲ فوریه | ۲۱:۰۰ | ۲۳٫۵۶۶ | هرناندز هرناندز | ۳  | ۰ |
| اوساسونا       | ۰ – ۳ | گرانادا        | ال سادار       | ۲۳ فوریه | ۱۲:۰۰ | ۱۴٫۹۰۵ | سانچز مارتینز   | ۴  | ۰ |
| آلاوس          | ۲ – ۱ | اتلتیک بیلبائو | مندیزوروتسا    | ۲۳ فوریه | ۱۴:۰۰ | ۱۵٫۷۴۹ | متئو لائوس      | ۸  | ۰ |
| وایادولید      | ۲ – ۱ | اسپانیول       | خوزه زوریلا    | ۲۳ فوریه | ۱۶:۰۰ | ۱۹٫۷۲۳ | پریتو ایگلسیاس  | ۶  | ۰ |
| ختافه          | ۰ – ۳ | سویا           | آلفونسو پرز    | ۲۳ فوریه | ۱۸:۳۰ | ۱۳٫۱۹۶ | استرادا فرناندز | ۱۰ | ۰ |
| اتلتیکو مادرید | ۳ – ۱ | ویارئال        | متروپولیتانو   | ۲۳ فوریه | ۲۱:۰۰ | ۵۴٫۱۶۶ | بنگوئچیا        | ۳  | ۰ |

| رئال سوسیداد   | ۱ – ۰ | وایادولید      | آنوئتا           | ۲۸ فوریه | ۲۱:۰۰ | ۳۰٫۶۱۱ | پیزارو گومز     | ۲  | ۰ |
| ایبار          | ۳ – ۰ | لگانس          | ایپوروا          | ۲۹ فوریه | ۱۳:۰۰ | ۵٫۹۲۰  | گونزالز فوئرتس  | ۵  | ۰ |
| والنسیا        | ۲ – ۱ | رئال بتیس      | مستایا           | ۲۹ فوریه | ۱۶:۰۰ | ۳۷٫۴۱۸ | کوردرو وگا      | ۵  | ۰ |
| لگانس          | ۱ – ۱ | آلاوس          | بوتارکه          | ۲۹ فوریه | ۱۸:۳۰ | ۱۰٫۰۴۳ | مارتینز مونوئرا | ۶  | ۰ |
| گرانادا        | ۰ – ۰ | سلتاویگو       | لوس کارمنس       | ۲۹ فوریه | ۲۱:۰۰ | ۱۵٫۸۷۷ | کوادرا فرناندز  | ۷  | ۰ |
| سویا           | ۳ – ۲ | اوساسونا       | سانچز پیس‌خوان    | ۱ مارس   | ۱۲:۰۰ | ۳۱٫۴۵۳ | کارلوس دل سرو   | ۴  | ۱ |
| اتلتیک بیلبائو | ۱ – ۰ | ویارئال        | سن مامس          | ۱ مارس   | ۱۴:۰۰ | ۳۶٫۳۵۰ | مدیه خیمنز      | ۱۲ | ۰ |
| اسپانیول       | ۱ – ۱ | اتلتیکو مادرید | آرسی‌دی‌ئی         | ۱ مارس   | ۱۶:۰۰ | ۳۰٫۳۶۰ | آربرولا روخاس   | ۷  | ۰ |
| مایورکا        | ۰ – ۱ | ختافه          | سون مویکس        | ۱ مارس   | ۱۸:۳۰ | ۱۴٫۲۴۱ | ملرو لوپز       | ۱۰ | ۰ |
| رئال مادرید    | ۲ – ۰ | بارسلونا       | سانتیاگو برنابئو | ۱ مارس   | ۲۱:۰۰ | ۷۸٫۳۵۷ | متئو لائوس      | ۴  | ۰ |

| آلاوس          | ۱ – ۱ | والنسیا        | مندیزوروتسا    | ۶ مارس | ۲۱:۰۰ | ۱۰٫۷۷۹ | خیل مانزانو     | ۸ | ۰ |
| ایبار          | ۱ – ۲ | مایورکا        | ایپوروا        | ۷ مارس | ۱۳:۰۰ | ۶٫۱۴۹  | استرادا فرناندز | ۹ | ۰ |
| اتلتیکو مادرید | ۲ – ۲ | سویا           | متروپولیتانو   | ۷ مارس | ۱۶:۰۰ | ۶۰٫۳۷۴ | هرناندز هرناندز | ۶ | ۰ |
| بارسلونا       | ۱ – ۰ | رئال سوسیداد   | نیوکمپ         | ۷ مارس | ۱۸:۳۰ | ۷۷٫۰۳۵ | مارتینز مونوئرا | ۷ | ۰ |
| ختافه          | ۰ – ۰ | سلتاویگو       | آلفونسو پرز    | ۷ مارس | ۲۱:۰۰ | ۱۱٫۰۴۲ | سانچز مارتینز   | ۹ | ۱ |
| اوساسونا       | ۱ – ۰ | اسپانیول       | ال سادار       | ۸ مارس | ۱۲:۰۰ | ۱۵٫۷۷۰ | بنگوئچیا        | ۴ | ۱ |
| وایادولید      | ۱ – ۴ | اتلتیک بیلبائو | خوزه زوریلا    | ۸ مارس | ۱۴:۰۰ | ۲۱٫۶۷۷ | مونوئرا مونترو  | ۳ | ۰ |
| لگانس          | ۱ – ۱ | گرانادا        | سیوداد والنسیا | ۸ مارس | ۱۶:۰۰ | ۱۵٫۸۰۸ | پریتو ایگلسیاس  | ۶ | ۰ |
| ویارئال        | ۱ – ۲ | لگانس          | ال مادریگا     | ۸ مارس | ۱۸:۳۰ | ۱۵٫۴۹۶ | سوتو گرادو      | ۷ | ۰ |
| رئال بتیس      | ۲ – ۱ | رئال مادرید    | بنیتو ویامارین | ۸ مارس | ۲۱:۰۰ | ۵۰٫۵۹۶ | گونزالز گونزالز | ۲ | ۰ |

| سویا           | ۲ – ۰ | رئال بتیس      | سانچز پیس‌خوان     | ۱۱ ژوئن | ۲۲:۰۰ | ۰ | متئو لائوس      | ۲  | ۰ |
| گرانادا        | ۲ – ۱ | ختافه          | لوس کارمنس        | ۱۲ ژوئن | ۱۹:۳۰ | ۰ | مدیه خیمنز      | ۱۰ | ۰ |
| والنسیا        | ۱ – ۱ | لگانس          | مستایا            | ۱۲ ژوئن | ۲۲:۰۰ | ۰ | آربرولا روخاس   | ۵  | ۰ |
| اسپانیول       | ۲ – ۰ | آلاوس          | آرسی‌دی‌ئی          | ۱۳ ژوئن | ۱۴:۰۰ | ۰ | گونزالز فوئرتس  | ۷  | ۱ |
| سلتاویگو       | ۰ – ۱ | ویارئال        | بالایدوس          | ۱۳ ژوئن | ۱۷:۰۰ | ۰ | پیزارو گومز     | ۲  | ۰ |
| لگانس          | ۱ – ۲ | وایادولید      | بوتارکه           | ۱۳ ژوئن | ۱۹:۳۰ | ۰ | ملرو لوپز       | ۴  | ۰ |
| مایورکا        | ۰ – ۴ | بارسلونا       | سون مویکس         | ۱۳ ژوئن | ۲۲:۰۰ | ۰ | کارلوس دل سرو   | ۳  | ۰ |
| اتلتیک بیلبائو | ۱ – ۱ | اتلتیکو مادرید | سن مامس           | ۱۴ ژوئن | ۱۴:۰۰ | ۰ | گونزالز گونزالز | ۳  | ۰ |
| رئال مادرید    | ۳ – ۱ | ایبار          | آلفردو دی استفانو | ۱۴ ژوئن | ۱۹:۳۰ | ۰ | کوادرا فرناندز  | ۲  | ۰ |
| رئال سوسیداد   | ۱ – ۱ | اوساسونا       | آنوئتا            | ۱۴ ژوئن | ۲۲:۰۰ | ۰ | کوردرو وگا      | ۴  | ۰ |

| لگانس       | ۱ – ۱ | سویا           | المپیک کامیلو کانو | ۱۵ ژوئن | ۱۹:۳۰ | ۰ | هرناندز هرناندز | ۲ | ۰ |
| رئال بتیس   | ۲ – ۲ | گرانادا        | بنیتو ویامارین     | ۱۵ ژوئن | ۲۲:۰۰ | ۰ | سوتو گرادو      | ۶ | ۰ |
| ختافه       | ۰ – ۰ | اسپانیول       | آلفونسو پرز        | ۱۶ ژوئن | ۱۹:۳۰ | ۰ | مونوئرا مونترو  | ۵ | ۱ |
| ویارئال     | ۱ – ۰ | مایورکا        | ال مادریگا         | ۱۶ ژوئن | ۱۹:۳۰ | ۰ | استرادا فرناندز | ۷ | ۰ |
| بارسلونا    | ۲ – ۰ | لگانس          | نیوکمپ             | ۱۶ ژوئن | ۲۲:۰۰ | ۰ | مارتینز مونوئرا | ۸ | ۰ |
| ایبار       | ۲ – ۲ | اتلتیک بیلبائو | ایپوروا            | ۱۷ ژوئن | ۱۹:۳۰ | ۰ | پریتو ایگلسیاس  | ۵ | ۰ |
| وایادولید   | ۰ – ۰ | سلتاویگو       | خوزه زوریلا        | ۱۷ ژوئن | ۱۹:۳۰ | ۰ | خیل مانزانو     | ۶ | ۰ |
| اوساسونا    | ۰ – ۵ | اتلتیکو مادرید | ال سادار           | ۱۷ ژوئن | ۲۲:۰۰ | ۰ | بنگوئچیا        | ۶ | ۰ |
| آلاوس       | ۲ – ۰ | رئال سوسیداد   | مندیزوروتسا        | ۱۸ ژوئن | ۱۹:۳۰ | ۰ | خایمه لاتره     | ۷ | ۰ |
| رئال مادرید | ۳ – ۰ | والنسیا        | آلفردو دی استفانو  | ۱۸ ژوئن | ۲۲:۰۰ | ۰ | سانچز مارتینز   | ۲ | ۱ |

| گرانادا        | ۰ – ۱ | ویارئال     | لوس کارمنس    | ۱۹ ژوئن | ۱۹:۳۰ | ۰ | کوادرا فرناندز  | ۳  | ۰ |
| مایورکا        | ۱ – ۱ | لگانس       | سون مویکس     | ۱۹ ژوئن | ۱۹:۳۰ | ۰ | متئو لائوس      | ۱۰ | ۰ |
| سویا           | ۰ – ۰ | بارسلونا    | سانچز پیس‌خوان | ۱۹ ژوئن | ۲۲:۰۰ | ۰ | گونزالز گونزالز | ۵  | ۰ |
| اسپانیول       | ۱ – ۳ | لگانس       | آرسی‌دی‌ئی      | ۲۰ ژوئن | ۱۴:۰۰ | ۰ | کارلوس دل سرو   | ۲  | ۰ |
| اتلتیک بیلبائو | ۱ – ۰ | رئال بتیس   | سن مامس       | ۲۰ ژوئن | ۱۷:۰۰ | ۰ | پیزارو گومز     | ۴  | ۰ |
| ختافه          | ۱ – ۱ | ایبار       | آلفونسو پرز   | ۲۰ ژوئن | ۱۹:۳۰ | ۰ | آربرولا روخاس   | ۳  | ۰ |
| اتلتیکو مادرید | ۱ – ۰ | وایادولید   | متروپولیتانو  | ۲۰ ژوئن | ۲۲:۰۰ | ۰ | گونزالز فوئرتس  | ۶  | ۰ |
| سلتاویگو       | ۶ – ۰ | آلاوس       | بالایدوس      | ۲۱ ژوئن | ۱۴:۰۰ | ۰ | کوردرو وگا      | ۲  | ۱ |
| والنسیا        | ۲ – ۰ | اوساسونا    | مستایا        | ۲۱ ژوئن | ۱۹:۳۰ | ۰ | مدیه خیمنز      | ۳  | ۰ |
| رئال سوسیداد   | ۱ – ۲ | رئال مادرید | آنوئتا        | ۲۱ ژوئن | ۲۲:۰۰ | ۰ | استرادا فرناندز | ۶  | ۰ |

| ویارئال      | ۲ – ۲ | سویا           | ال مادریگا         | ۲۲ ژوئن | ۱۹:۳۰ | ۰ | سانچز مارتینز   | ۶ | ۰ |
| لگانس        | ۰ – ۰ | گرانادا        | بوتارکه            | ۲۲ ژوئن | ۲۲:۰۰ | ۰ | بنگوئچیا        | ۸ | ۰ |
| لگانس        | ۰ – ۱ | اتلتیکو مادرید | المپیک کامیلو کانو | ۲۳ ژوئن | ۱۹:۳۰ | ۰ | مونوئرا مونترو  | ۶ | ۰ |
| وایادولید    | ۱ – ۱ | ختافه          | خوزه زوریلا        | ۲۳ ژوئن | ۱۹:۳۰ | ۰ | سوتو گرادو      | ۷ | ۰ |
| بارسلونا     | ۱ – ۰ | اتلتیک بیلبائو | نیوکمپ             | ۲۳ ژوئن | ۲۲:۰۰ | ۰ | خیل مانزانو     | ۳ | ۰ |
| آلاوس        | ۰ – ۱ | اوساسونا       | مندیزوروتسا        | ۲۴ ژوئن | ۱۹:۳۰ | ۰ | هرناندز هرناندز | ۵ | ۰ |
| رئال سوسیداد | ۰ – ۱ | سلتاویگو       | آنوئتا             | ۲۴ ژوئن | ۱۹:۳۰ | ۰ | پریتو ایگلسیاس  | ۶ | ۰ |
| رئال مادرید  | ۲ – ۰ | مایورکا        | آلفردو دی استفانو  | ۲۴ ژوئن | ۲۲:۰۰ | ۰ | ملرو لوپز       | ۶ | ۰ |
| ایبار        | ۱ – ۰ | والنسیا        | ایپوروا            | ۲۵ ژوئن | ۱۹:۳۰ | ۰ | خایمه لاتره     | ۶ | ۰ |
| رئال بتیس    | ۱ – ۰ | اسپانیول       | بنیتو ویامارین     | ۲۵ ژوئن | ۲۲:۰۰ | ۰ | مارتینز مونوئرا | ۸ | ۰ |

| سویا           | ۱ – ۱ | وایادولید    | سانچز پیس‌خوان      | ۲۶ ژوئن | ۲۲:۰۰ | ۰ | پیزارو گومز     | ۵ | ۰ |
| اتلتیک بیلبائو | ۳ – ۱ | مایورکا      | سن مامس            | ۲۷ ژوئن | ۱۴:۰۰ | ۰ | گونزالز فوئرتس  | ۳ | ۰ |
| سلتاویگو       | ۲ – ۲ | بارسلونا     | بالایدوس           | ۲۷ ژوئن | ۱۷:۰۰ | ۰ | کوادرا فرناندز  | ۷ | ۰ |
| اوساسونا       | ۲ – ۱ | لگانس        | ال سادار           | ۲۷ ژوئن | ۱۹:۳۰ | ۰ | آربرولا روخاس   | ۲ | ۰ |
| اتلتیکو مادرید | ۲ – ۱ | آلاوس        | متروپولیتانو       | ۲۷ ژوئن | ۲۲:۰۰ | ۰ | ملرو لوپز       | ۵ | ۰ |
| لگانس          | ۴ – ۲ | رئال بتیس    | المپیک کامیلو کانو | ۲۸ ژوئن | ۱۴:۰۰ | ۰ | خایمه لاتره     | ۴ | ۰ |
| ویارئال        | ۲ – ۰ | والنسیا      | ال مادریگا         | ۲۸ ژوئن | ۱۷:۰۰ | ۰ | گونزالز گونزالز | ۲ | ۰ |
| گرانادا        | ۱ – ۲ | ایبار        | لوس کارمنس         | ۲۸ ژوئن | ۱۹:۳۰ | ۰ | کارلوس دل سرو   | ۱ | ۰ |
| اسپانیول       | ۰ – ۱ | رئال مادرید  | آرسی‌دی‌ئی           | ۲۸ ژوئن | ۲۲:۰۰ | ۰ | متئو لائوس      | ۲ | ۰ |
| ختافه          | ۲ – ۱ | رئال سوسیداد | آلفونسو پرز        | ۲۹ ژوئن | ۲۲:۰۰ | ۰ | کوردرو وگا      | ۹ | ۰ |

| مایورکا      | ۵ – ۱ | سلتاویگو       | سون مویکس         | ۳۰ ژوئن | ۱۹:۳۰ | ۰ | بنگوئچیا        | ۵ | ۰ |
| لگانس        | ۰ – ۳ | سویا           | بوتارکه           | ۳۰ ژوئن | ۲۱:۰۰ | ۰ | سوتو گرادو      | ۷ | ۰ |
| بارسلونا     | ۲ – ۲ | اتلتیکو مادرید | نیوکمپ            | ۳۰ ژوئن | ۲۲:۰۰ | ۰ | هرناندز هرناندز | ۸ | ۰ |
| آلاوس        | ۰ – ۲ | گرانادا        | مندیزوروتسا       | ۱ ژوئیه | ۱۹:۳۰ | ۰ | پریتو ایگلسیاس  | ۵ | ۰ |
| والنسیا      | ۰ – ۲ | اتلتیک بیلبائو | مستایا            | ۱ ژوئیه | ۱۹:۳۰ | ۰ | استرادا فرناندز | ۱ | ۰ |
| رئال بتیس    | ۰ – ۲ | ویارئال        | بنیتو ویامارین    | ۱ ژوئیه | ۲۲:۰۰ | ۰ | خیل مانزانو     | ۵ | ۰ |
| وایادولید    | ۰ – ۰ | لگانس          | خوزه زوریلا       | ۱ ژوئیه | ۲۲:۰۰ | ۰ | مدیه خیمنز      | ۳ | ۰ |
| ایبار        | ۰ – ۲ | اوساسونا       | ایپوروا           | ۲ ژوئیه | ۱۹:۳۰ | ۰ | مونوئرا مونترو  | ۲ | ۰ |
| رئال سوسیداد | ۲ – ۱ | اسپانیول       | آنوئتا            | ۲ ژوئیه | ۱۹:۳۰ | ۰ | سانچز مارتینز   | ۳ | ۰ |
| رئال مادرید  | ۱ – ۰ | ختافه          | آلفردو دی استفانو | ۲ ژوئیه | ۲۲:۰۰ | ۰ | مارتینز مونوئرا | ۹ | ۰ |

| اتلتیکو مادرید | ۳ – ۰ | مایورکا      | متروپولیتانو       | ۳ ژوئیه | ۲۲:۰۰ | ۰ | آربرولا روخاس   | ۳ | ۰ |
| سلتاویگو       | ۱ – ۱ | رئال بتیس    | بالایدوس           | ۴ ژوئیه | ۱۷:۰۰ | ۰ | گونزالز فوئرتس  | ۹ | ۰ |
| وایادولید      | ۱ – ۰ | آلاوس        | خوزه زوریلا        | ۴ ژوئیه | ۱۹:۳۰ | ۰ | خایمه لاتره     | ۵ | ۰ |
| گرانادا        | ۲ – ۲ | والنسیا      | لوس کارمنس         | ۴ ژوئیه | ۲۲:۰۰ | ۰ | کوردرو وگا      | ۴ | ۰ |
| اتلتیک بیلبائو | ۰ – ۱ | رئال مادرید  | سن مامس            | ۵ ژوئیه | ۱۴:۰۰ | ۰ | گونزالز گونزالز | ۷ | ۰ |
| اسپانیول       | ۰ – ۱ | لگانس        | آرسی‌دی‌ئی           | ۵ ژوئیه | ۱۷:۰۰ | ۰ | کوادرا فرناندز  | ۷ | ۰ |
| اوساسونا       | ۰ – ۰ | ختافه        | ال سادار           | ۵ ژوئیه | ۱۹:۳۰ | ۰ | ملرو لوپز       | ۹ | ۰ |
| ویارئال        | ۱ – ۴ | بارسلونا     | ال مادریگا         | ۵ ژوئیه | ۲۲:۰۰ | ۰ | کارلوس دل سرو   | ۱ | ۰ |
| لگانس          | ۱ – ۱ | رئال سوسیداد | المپیک کامیلو کانو | ۶ ژوئیه | ۱۹:۳۰ | ۰ | پیزارو گومز     | ۵ | ۰ |
| سویا           | ۱ – ۰ | ایبار        | سانچز پیس‌خوان      | ۶ ژوئیه | ۲۲:۰۰ | ۰ | متئو لائوس      | ۴ | ۰ |

| والنسیا        | ۲ – ۱ | وایادولید      | مستایا            | ۷ ژوئیه  | ۱۹:۳۰ | ۰ | بنگوئچیا        | ۳ | ۰ |
| سلتاویگو       | ۱ – ۱ | اتلتیکو مادرید | بالایدوس          | ۷ ژوئیه  | ۲۲:۰۰ | ۰ | سانچز مارتینز   | ۷ | ۰ |
| رئال بتیس      | ۳ – ۰ | اوساسونا       | بنیتو ویامارین    | ۸ ژوئیه  | ۲۰:۳۰ | ۰ | هرناندز هرناندز | ۶ | ۰ |
| ختافه          | ۱ – ۳ | ویارئال        | آلفونسو پرز       | ۸ ژوئیه  | ۲۰:۳۰ | ۰ | استرادا فرناندز | ۵ | ۰ |
| بارسلونا       | ۱ – ۰ | اسپانیول       | نیوکمپ            | ۸ ژوئیه  | ۲۲:۰۰ | ۰ | مونوئرا مونترو  | ۱ | ۲ |
| ایبار          | ۰ – ۰ | لگانس          | ایپوروا           | ۹ ژوئیه  | ۱۹:۳۰ | ۰ | پریتو ایگلسیاس  | ۶ | ۰ |
| مایورکا        | ۲ – ۰ | لگانس          | سون مویکس         | ۹ ژوئیه  | ۱۹:۳۰ | ۰ | سوتو گرادو      | ۴ | ۰ |
| اتلتیک بیلبائو | 1 – 2 | سویا           | سن مامس           | ۹ ژوئیه  | ۲۲:۰۰ | ۰ | مدیه خیمنز      | ۵ | ۰ |
| رئال سوسیداد   | 2 – 3 | گرانادا        | آنوئتا            | ۱۰ ژوئیه | ۱۹:۳۰ | ۰ | مارتینز مونوئرا | ۵ | ۰ |
| رئال مادرید    | ۲ – ۰ | آلاوس          | آلفردو دی استفانو | ۱۰ ژوئیه | ۲۲:۰۰ | ۰ | خیل مانزانو     | ۱ | ۰ |

| اوساسونا       | ۲ – ۱ | سلتاویگو       | ال سادار           | ۱۱ ژوئیه | ۱۷:۰۰ | ۰ | پیزارو گومز     | ۴ | ۰ |
| وایادولید      | ۰ – ۱ | بارسلونا       | خوزه زوریلا        | ۱۱ ژوئیه | ۱۹:۳۰ | ۰ | متئو لائوس      | ۴ | ۰ |
| اتلتیکو مادرید | ۱ – ۰ | رئال بتیس      | متروپولیتانو       | ۱۱ ژوئیه | ۲۲:۰۰ | ۰ | گونزالز گونزالز | ۴ | ۱ |
| اسپانیول       | ۰ – ۲ | ایبار          | آرسی‌دی‌ئی           | ۱۲ ژوئیه | ۱۴:۰۰ | ۰ | کارلوس دل سرو   | ۴ | ۰ |
| لگانس          | ۱ – ۲ | اتلتیک بیلبائو | المپیک کامیلو کانو | ۱۲ ژوئیه | ۱۷:۰۰ | ۰ | آربرولا روخاس   | ۱ | ۰ |
| لگانس          | ۱ – ۰ | والنسیا        | بوتارکه            | ۱۲ ژوئیه | ۱۹:۳۰ | ۰ | ملرو لوپز       | ۵ | ۱ |
| سویا           | ۲ – ۰ | مایورکا        | سانچز پیس‌خوان      | ۱۲ ژوئیه | ۲۲:۰۰ | ۰ | کوردرو وگا      | ۵ | ۰ |
| آلاوس          | ۰ – ۰ | ختافه          | مندیزوروتسا        | ۱۳ ژوئیه | ۱۹:۳۰ | ۰ | گونزالز فوئرتس  | ۶ | ۰ |
| ویارئال        | ۱ – ۲ | رئال سوسیداد   | ال مادریگا         | ۱۳ ژوئیه | ۱۹:۳۰ | ۰ | کوادرا فرناندز  | ۴ | ۰ |
| گرانادا        | ۱ – ۲ | رئال مادرید    | لوس کارمنس         | ۱۳ ژوئیه | ۲۲:۰۰ | ۰ | خایمه لاتره     | ۴ | ۰ |

| ایبار           | ۳ – ۱ | وایادولید      | ایپوروا           | ۱۶ ژوئیه | ۱۸:۳۰ | ۰ | سوتو گرادو      | ۴  | ۰ |
| اتلتیک بیلبائو  | ۰ – ۲ | لگانس          | سن مامس           | ۱۶ ژوئیه | ۲۱:۰۰ | ۰ | مارتینز مونوئرا | ۵  | ۱ |
| ختافه           | ۰ – ۲ | اتلتیکو مادرید | آلفونسو پرز       | ۱۶ ژوئیه | ۲۱:۰۰ | ۰ | متئو لائوس      | ۳  | ۱ |
| رئال مادرید (ق) | ۲ – ۱ | ویارئال        | آلفردو دی استفانو | ۱۶ ژوئیه | ۲۱:۰۰ | ۰ | هرناندز هرناندز | ۵  | ۰ |
| سلتاویگو        | ۲ – ۳ | لگانس          | بالایدوس          | ۱۶ ژوئیه | ۲۱:۰۰ | ۰ | مونوئرا مونترو  | ۴  | ۱ |
| رئال سوسیداد    | ۰ – ۰ | سویا           | آنوئتا            | ۱۶ ژوئیه | ۲۱:۰۰ | ۰ | کارلوس دل سرو   | ۳  | ۰ |
| رئال بتیس       | ۱ – ۲ | آلاوس          | بنیتو ویامارین    | ۱۶ ژوئیه | ۲۱:۰۰ | ۰ | مدیه خیمنز      | ۱۲ | ۱ |
| والنسیا         | ۱ – ۰ | اسپانیول       | مستایا            | ۱۶ ژوئیه | ۲۱:۰۰ | ۰ | پریتو ایگلسیاس  | ۶  | ۱ |
| بارسلونا        | ۱ – ۲ | اوساسونا       | نیوکمپ            | ۱۶ ژوئیه | ۲۱:۰۰ | ۰ | سانچز مارتینز   | ۵  | ۱ |
| مایورکا         | ۱ – ۲ | گرانادا        | سون مویکس         | ۱۶ ژوئیه | ۲۱:۰۰ | ۰ | استرادا فرناندز | ۱۳ | ۱ |

| آلاوس          | ۰ – ۵ | بارسلونا       | مندیزوروتسا        | ۱۹ ژوئیه | ۱۷:۰۰ | ۰ | مارتینز مونوئرا | ۰ | ۰ |
| ویارئال        | ۴ – ۰ | ایبار          | ال مادریگا         | ۱۹ ژوئیه | ۱۸:۳۰ | ۰ | آربرولا روخاس   | ۰ | ۰ |
| وایادولید      | ۲ – ۰ | رئال بتیس      | خوزه زوریلا        | ۱۹ ژوئیه | ۱۸:۳۰ | ۰ | خایمه لاتره     | ۴ | ۰ |
| اتلتیکو مادرید | ۱ – ۱ | رئال سوسیداد   | متروپولیتانو       | ۱۹ ژوئیه | ۲۱:۰۰ | ۰ | گونزالز فوئرتس  | ۳ | ۰ |
| اوساسونا       | ۲ – ۲ | مایورکا        | ال سادار           | ۱۹ ژوئیه | ۲۱:۰۰ | ۰ | متئو لائوس      | ۲ | ۰ |
| گرانادا        | ۴ – ۰ | اتلتیک بیلبائو | لوس کارمنس         | ۱۹ ژوئیه | ۲۱:۰۰ | ۰ | کارلوس دل سرو   | ۳ | ۰ |
| لوانته         | ۱ – ۰ | ختافه          | المپیک کامیلو کانو | ۱۹ ژوئیه | ۲۱:۰۰ | ۰ | بنگوئچیا        | ۶ | ۰ |
| اسپانیول       | ۰ – ۰ | سلتاویگو       | آرسی‌دی‌ئی           | ۱۹ ژوئیه | ۲۱:۰۰ | ۰ | کوردرو وگا      | ۵ | ۰ |
| سویا           | ۱ – ۰ | والنسیا        | سانچز پیس‌خوان      | ۱۹ ژوئیه | ۲۱:۰۰ | ۰ | گونزالز گونزالز | ۱ | ۰ |
| لگانس          | ۲ – ۲ | رئال مادرید    | بوتارکه            | ۱۹ ژوئیه | ۲۱:۰۰ | ۰ | کوادرا فرناندز  | ۵ | ۰ |

## آمار فصل

### گلزنان برتر
| رتبه | بازیکن                  | گل | بازی | م.گ. | دقایق | م.د. گ | پیچیچی | باشگاه         | یادداشت      |
| ---- | ----------------------- | -- | ---- | ---- | ----- | ------ | ------ | -------------- | ------------ |
| ۱    | لیونل مسی               | ۲۵ | ۳۳   | ۰٫۷۶ | ۲۸۷۹  | ۱۱۵    | ۲۵     | بارسلونا       | جایزه پیچیچی |
| ۲    | کریم بنزما              | ۲۱ | ۳۷   | ۰٫۵۷ | ۳۱۴۱  | ۱۵۰    | ۲۱     | رئال مادرید    |              |
| ۳    | جرارد مورنو             | ۱۸ | ۳۵   | ۰٬۵۱ | ۲۷۴۰  | ۱۵۲    | ۱۸     | ویارئال        | جایزه زارا   |
| ۴    | لوییس سوارز             | ۱۶ | ۲۸   | ۰٫۵۷ | ۱۹۹۲  | ۱۲۵    | ۱۶     | بارسلونا       |              |
| ۵    | رائول گارسیا            | ۱۵ | ۳۵   | ۰٫۴۳ | ۲۸۶۷  | ۱۹۱    | ۱۵     | اتلتیک بیلبائو |              |
| ۶    | لوکاس اوکامپوس          | ۱۴ | ۳۳   | ۰٫۴۲ | ۲۷۴۳  | ۱۹۶    | ۱۴     | سویا           |              |
| ۷    | یاگو آسپاس              | ۱۴ | ۳۷   | ۰٫۳۸ | ۳۲۶۲  | ۲۳۳    | ۱۴     | سلتاویگو       |              |
| ۸    | آنته بودیمیر            | ۱۳ | ۳۵   | ۰٫۳۷ | ۲۷۶۳  | ۲۱۳    | ۱۳     | رئال مایورکا   |              |
| ۹    | آلوارو موراتا           | ۱۲ | ۳۴   | ۰٫۳۵ | ۲۰۹۲  | ۱۷۴    | ۱۲     | اتلتیکو مادرید |              |
| ۱۰   | ویلیان ژوزه             | ۱۱ | ۳۷   | ۰٫۳  | ۱۹۹۶  | ۱۸۱    | ۱۱     | رئال سوسیداد   |              |
| ۱۱   | روگر مارتی              | ۱۱ | ۳۶   | ۰٫۳۱ | ۲۲۵۸  | ۲۰۵    | ۱۱     | لوانته         |              |
| ۱۲   | سانتی کازورلا           | ۱۱ | ۳۵   | ۰٫۳۱ | ۲۴۴۳  | ۲۲۲    | ۱۱     | ویارئال        |              |
| ۱۳   | لوکاس پرز               | ۱۱ | ۳۴   | ۰٫۳۲ | ۲۴۹۰  | ۲۲۶    | ۱۱     | دپورتیوو آلاوس |              |
| ۱۴   | خایمه ماتا              | ۱۱ | ۳۴   | ۰٫۳۲ | ۲۷۴۶  | ۲۵۰    | ۱۱     | ختافه          |              |
| ۱۵   | خوسلو سانمارتین         | ۱۱ | ۳۶   | ۰٫۳۱ | ۲۷۷۶  | ۲۵۲    | ۱۱     | دپورتیوو آلاوس |              |
| ۱۶   | سرخیو راموس             | ۱۱ | ۳۵   | ۰٫۳۱ | ۳۰۱۲  | ۲۷۴    | ۱۱     | رئال مادرید    |              |
| ۱۷   | آنخل لوییس رودریگز دیاز | ۱۰ | ۳۲   | ۰٫۳۱ | ۱۳۸۴  | ۱۳۸    | ۱۰     | ختافه          |              |
| ۱۸   | لورن مورون              | ۱۰ | ۳۶   | ۰٫۲۸ | ۲۰۱۷  | ۲۰۲    | ۱۰     | رئال بتیس      |              |
| ۱۹   | ماکسی گومز              | ۱۰ | ۳۳   | ۰٫۳  | ۲۱۳۶  | ۲۱۴    | ۱۰     | والنسیا        |              |
| ۲۰   | کارلوس فرناندز          | ۱۰ | ۳۴   | ۰٫۲۹ | ۲۱۸۸  | ۲۱۹    | ۱۰     | گرانادا        |              |
| ۲۱   | میکل اویارسابال         | ۱۰ | ۳۷   | ۰٫۲۷ | ۳۰۵۰  | ۳۰۵    | ۱۰     | رئال سوسیداد   |              |

### پاسورهای برتر
| رتبه | بازیکن           | پاس | بازی | م. پاس | دقایق بازی | دقیقه. پاس | باشگاه         | یادداشت |
| ---- | ---------------- | --- | ---- | ------ | ---------- | ---------- | -------------- | ------- |
| ۱    | لیونل مسی        | ۲۱  | ۳۳   | ۰٫۶۷   | ۲۸۷۹       | ۱۳۱        | بارسلونا       |         |
| ۲    | میکل اویارسابال  | ۱۱  | ۳۷   | ۰٫۳    | ۳۰۵۰       | ۲۷۷        | رئال سوسیداد   |         |
| ۳    | سانتی کازورلا    | ۱۰  | ۳۵   | ۰٫۲۹   | ۲۴۴۳       | ۲۴۴        | ویارئال        |         |
| ۴    | رودریگو مورنو    | ۹   | ۲۷   | ۰٫۳۳   | ۱۸۷۷       | ۲۰۹        | والنسیا        |         |
| ۵    | لوکا مودریچ      | ۸   | ۳۱   | ۰٫۲۶   | ۱۹۸۸       | ۲۴۹        | رئال مادرید    |         |
| ۶    | لوییس سوارز      | ۸   | ۲۸   | ۰٫۲۹   | ۱۹۹۲       | ۲۴۹        | بارسلونا       |         |
| ۷    | روبرتو تورس      | ۸   | ۳۶   | ۰٫۲۲   | ۲۷۱۱       | ۳۳۹        | اوساسونا       |         |
| ۸    | کریم بنزما       | ۸   | ۳۷   | ۰٫۲۲   | ۳۱۴۱       | ۳۹۳        | رئال مادرید    |         |
| ۹    | آنخل کوره‌آ       | ۷   | ۳۳   | ۰٫۲۱   | ۲۰۴۹       | ۲۹۳        | اتلتیکو مادرید |         |
| ۱۰   | موی گومز         | ۷   | ۳۷   | ۰٫۱۹   | ۲۳۱۰       | ۳۳۰        | ویارئال        |         |
| ۱۱   | کریستین پورتوگس  | ۷   | ۳۵   | ۰٫۲    | ۲۳۸۴       | ۳۴۱        | رئال سوسیداد   |         |
| ۱۲   | فابیان اوریانا   | ۷   | ۲۹   | ۰٫۲۴   | ۲۳۹۰       | ۳۴۱        | ایبار          |         |
| ۱۳   | اور بانگا        | ۷   | ۳۳   | ۰٫۲۱   | ۲۴۷۰       | ۳۵۳        | سویا           |         |
| ۱۴   | نبیل فقیر        | ۷   | ۳۲   | ۰٫۲۲   | ۲۶۳۹       | ۳۷۷        | رئال بتیس      |         |
| ۱۵   | خوسه کامپانیا    | ۷   | ۳۷   | ۰٫۱۹   | ۳۱۵۵       | ۴۵۱        | لوانته         |         |
| ۱۶   | خسوس ناواس       | ۷   | ۳۸   | ۰٫۱۸   | ۳۳۷۰       | ۴۸۱        | سویا           |         |
| ۱۷   | ادن هازارد       | ۶   | ۱۶   | ۰٫۳۸   | ۱۰۷۵       | ۱۷۹        | رئال مادرید    |         |
| ۱۸   | داروین ماچیس     | ۶   | ۳۶   | ۰٫۱۷   | ۲۱۱۲       | ۳۵۲        | گرانادا        |         |
| ۱۹   | ژوردی آلبا       | ۶   | ۲۷   | ۰٫۲۲   | ۲۱۸۵       | ۳۶۴        | بارسلونا       |         |
| ۲۰   | مارتین اودگارد   | ۶   | ۳۱   | ۰٫۱۹   | ۲۵۲۵       | ۴۲۱        | رئال سوسیداد   |         |
| ۲۱   | دنیل واس         | ۶   | ۳۵   | ۰٫۱۷   | ۲۷۲۹       | ۴۵۵        | والنسیا        |         |
| ۲۲   | دنی کارواخال     | ۶   | ۳۱   | ۰٫۱۹   | ۲۷۳۸       | ۴۵۶        | رئال مادرید    |         |
| ۲۳   | جرارد مورنو      | ۶   | ۳۵   | ۰٫۱۷   | ۲۷۴۰       | ۴۵۷        | ویارئال        |         |
| ۲۴   | امرسون           | ۶   | ۳۳   | ۰٫۱۸   | ۲۸۳۸       | ۴۷۳        | رئال بتیس      |         |
| ۲۵   | ویکتور دیاز      | ۶   | ۳۶   | ۰٫۱۷   | ۲۸۸۱       | ۴۸۰        | گرانادا        |         |
| ۲۶   | پرویس استوپینیان | ۶   | ۳۶   | ۰٫۱۷   | ۲۹۷۵       | ۴۹۶        | اوساسونا       |         |
| ۲۷   | سرخیو کانالس     | ۶   | ۳۶   | ۰٫۱۷   | ۳۱۶۳       | ۵۲۷        | رئال بتیس      |         |
| ۲۸   | مارک کوکوریا     | ۶   | ۳۷   | ۰٫۱۶   | ۳۲۳۷       | ۵۴۰        | ختافه          |         |

### هت-تریک‌ها
| بازیکن    | گل‌ها            | باشگاه    | نتیجه | مقابل          | تاریخ         | هفته | گزارش |
| --------- | --------------- | --------- | ----- | -------------- | ------------- | ---- | ----- |
| لیونل مسی | '۲۳ ۱+۴۵' ۴۸'   | بارسلونا  | ۴–۱   | سلتاویگو       | ۹ نوامبر ۲۰۱۹ | ۱۳   | (خ)   |
| لیونل مسی | ۱۷' ۴۱' ۸۳'     | بارسلونا  | ۵–۲   | مایورکا        | ۷ دسامبر ۲۰۱۹ | ۱۶   | (خ)   |
| خواکین    | ۲' ۱۱' ۲۰'      | رئال بتیس | ۳–۲   | اتلتیک بیلبائو | ۸ دسامبر ۲۰۱۹ | ۱۶   | (خ)   |
| لیونل مسی | ۱۴' ۳۷' ۴۰' ۸۷' | بارسلونا  | ۵–۰   | ایبار          | ۲۲ فوریه ۲۰۲۰ | ۲۵   | (خ)   |

### گل‌به‌خودی‌ها
| تاریخ      | بازیکن                | دقیقه | میزبان         | میزبان                       | نتیجه | مهمان                        | مهمان          | گزارش   |
| ---------- | --------------------- | ----- | -------------- | ---------------------------- | ----- | ---------------------------- | -------------- | ------- |
| ۱۷/۸/۲۰۱۹  | پائولو اولیویرا       | '۷۵   | رئال مایورکا   | جزایر بالئاری                | ۲ – ۱ | سرزمین باسک (منطقه خودمختار) | ایبار          | هفته ۱  |
| ۱۴/۹/۲۰۱۹  | جاناتان کریستین سیلوا | '۳۹   | لگانس          | مادرید (بخش خودمختار)        | ۰ – ۳ | بخش خودمختار والنسیا         | ویارئال        | هفته ۴  |
| ۲۲/۹/۲۰۱۹  | خوسبا زالدوا          | '۷۰   | اسپانیول       | کاتالونیا                    | ۱ – ۳ | سرزمین باسک (منطقه خودمختار) | رئال سوسیداد   | هفته ۵  |
| ۲۲/۹/۲۰۱۹  | ادریسو بابا           | '۷    | ختافه          | مادرید (بخش خودمختار)        | ۴ – ۲ | کاستیا و لئون                | رئال مایورکا   | هفته ۵  |
| ۲۰/۱۰/۲۰۱۹ | خاوی گارسیا           | '۲۲   | رئال سوسیداد   | سرزمین باسک (منطقه خودمختار) | ۳ – ۱ | اندلس                        | رئال بتیس      | هفته ۹  |
| ۲۰/۱۰/۲۰۱۹ | اینیگو مارتینز        | '۷۱   | اتلتیک بیلبائو | سرزمین باسک (منطقه خودمختار) | ۱ – ۱ | کاستیا و لئون                | رئال وایادولید | هفته ۹  |
| ۳۰/۱۰/۲۰۱۹ | ویکتور گومز           | '۷۹   | اتلتیک بیلبائو | سرزمین باسک (منطقه خودمختار) | ۳ – ۰ | کاتالونیا                    | اسپانیول       | هفته ۱۱ |
| ۷/۱۲/۲۰۱۹  | روگر مارتی            | '۴۵+۳ | لوانته         | بخش خودمختار والنسیا         | ۲ – ۴ | بخش خودمختار والنسیا         | والنسیا        | هفته ۱۶ |
| ۴/۱/۲۰۲۰   | داوید سوریا           | '۳۴   | ختافه          | مادرید (بخش خودمختار)        | ۰ – ۳ | مادرید (بخش خودمختار)        | رئال مادرید    | هفته ۱۹ |
| ۲۶/۱/۲۰۲۰  | فرانسیسکو گامز لوپز   | '۵۸   | رئال سوسیداد   | سرزمین باسک (منطقه خودمختار) | ۳ – ۰ | جزایر بالئاری                | رئال مایورکا   | هفته ۲۱ |
| ۱۲/۶/۲۰۲۰  | دینه داکومان اورتگا   | '۷۰   | گرانادا        | اندلس                        | ۲ – ۱ | مادرید (بخش خودمختار)        | ختافه          | هفته ۲۸ |
| ۱۵/۶/۲۰۲۰  | دیه‌گو کارلوس          | '۸۷   | لوانته         | بخش خودمختار والنسیا         | ۱ – ۱ | اندلس                        | سویا           | هفته ۲۹ |
| ۲۰/۶/۲۰۲۰  | آدریا پدروسا          | '۸۷   | اسپانیول       | کاتالونیا                    | ۱ – ۳ | بخش خودمختار والنسیا         | لوانته         | هفته ۳۰ |
| ۲۳/۶/۲۰۲۰  | برونو گونزالس         | '۱۵   | لوانته         | بخش خودمختار والنسیا         | ۰ – ۱ | مادرید (بخش خودمختار)        | اتلتیکو مادرید | هفته ۳۱ |
| ۳۰/۶/۲۰۲۰  | دیگو کوستا            | '۱۱   | بارسلونا       | کاتالونیا                    | ۲ – ۲ | مادرید (بخش خودمختار)        | اتلتیکو مادرید | هفته ۳۳ |
| ۵/۷/۲۰۲۰   | پائو تورس             | '۳    | ویارئال        | بخش خودمختار والنسیا         | ۱ – ۴ | کاتالونیا                    | بارسلونا       | هفته ۳۴ |

### جایزه زامورا
جایزه زامورا توسط روزنامه مارکا به دروازه‌بانی با کمترین نسبت گل در هر بازی اهدا می‌شود. یک دروازه‌بان باید حداقل ۲۸ بازی ۶۰ دقیقه‌ای یا بیشتر داشته باشد تا بتواند این جایزه را کسب کند.
| رتبه | بازیکن              | باشگاه         | گل.خ. | بازی | م.گ.خ. | دفع توپ | %دفع  | زامورا | یادداشت                        |
| ---- | ------------------- | -------------- | ----- | ---- | ------ | ------- | ----- | ------ | ------------------------------ |
| ۱    | تیبو کورتوا         | رئال مادرید    | ۲۰    | ۳۴   | ۰٫۵۸۸  | ۷۶      | ۷۹٫۲٪ | ۱      | جایزه زامورا                   |
| ۲    | یان اوبلاک          | اتلتیکو مادرید | ۲۷    | ۳۸   | ۰٫۷۱۱  | ۸۹      | ۷۶٫۷٪ | ۲      |                                |
| ۳    | اونای سیمون         | اتلتیک بیلبائو | ۲۹    | ۳۳   | ۰٫۸۷۹  | ۸۲      | ۷۳٫۹٪ | ۳      |                                |
| ۴    | توماش واتسلیک       | سویا           | ۳۱    | ۳۲   | ۰٫۹۶۹  | ۶۷      | ۶۸٫۴٪ | ۴      |                                |
| ۵    | داوید سوریا         | ختافه          | ۳۷    | ۳۸   | ۰٫۹۷۴  | ۷۵      | ۶۷٪   | ۵      |                                |
| ۶    | مارک-آندره تر اشتگن | بارسلونا       | ۳۶    | ۳۶   | ۱      | ۸۱      | ۶۹٫۲٪ | ۶      |                                |
| ۷    | ژوردی ماسیپ         | رئال وایادولید | ۳۹    | ۳۵   | ۱٫۱۱۴  | ۸۷      | ۶۹٪   | ۷      |                                |
| ۸    | روی سیلوا           | گرانادا        | ۴۲    | ۳۵   | ۱٫۲    | ۱۰۰     | ۷۰٫۴٪ | ۸      |                                |
| ۹    | سرجیو آسنجو         | ویارئال        | ۴۱    | ۳۴   | ۱٫۲۰۶  | ۱۰۵     | ۷۱٫۹٪ | ۹      |                                |
| ۱۰   | روبن بلانکو         | سلتاویگو       | ۴۳    | ۳۳   | ۱٫۳۰۳  | ۹۴      | ۶۸٫۶٪ | ۱۰     |                                |
| ۱۱   | آیتور فرناندز       | لوانته         | ۵۱    | ۳۶   | ۱٫۴۱۷  | ۱۵۸     | ۷۵٫۶٪ | ۱۱     |                                |
| ۱۲   | مارکو دمیتروویچ     | ایبار          | ۵۱    | ۳۵   | ۱٫۴۵۷  | ۷۴      | ۵۹٫۲٪ | ۱۲     |                                |
| ۱۳   | خوئل روبلس          | رئال بتیس      | ۴۸    | ۳۲   | ۱٫۵    | ۸۵      | ۶۳٫۹٪ | ۱۳     |                                |
| ۱۴   | دیه‌گو لوپز          | اسپانیول       | ۵۸    | ۳۶   | ۱٫۶۱۱  | ۱۰۸     | ۶۵٫۱٪ | ۱۴     |                                |
| ۱۵   | مانولو رینا         | رئال مایورکا   | ۶۰    | ۳۶   | ۱٫۶۶۷  | ۱۲۲     | ۶۷٪   | ۱۵     |                                |
| ۱۶   | ایوان کویار         | لگانس          | ۳۳    | ۲۷   | ۱٫۲۲۲  | ۶۶      | ۶۶٫۷٪ | ۱۶     | کمتر از ۲۸ بازی انجام داده‌است. |
| ۱۷   | الکس رمیرو          | رئال سوسیداد   | ۳۲    | ۲۵   | ۱٫۲۸   | ۶۳      | ۶۶٫۳٪ | ۱۸     | کمتر از ۲۸ بازی انجام داده‌است. |
| ۱۸   | یاسپر سیلسن         | والنسیا        | ۳۰    | ۲۳   | ۱٫۳۰۴  | ۸۰      | ۷۲٫۷٪ | ۱۹     | کمتر از ۲۸ بازی انجام داده‌است. |
| ۱۹   | فرناندو پاچکو       | دپورتیوو آلاوس | ۳۷    | ۲۶   | ۱٫۴۲۳  | ۶۶      | ۶۴٫۱٪ | ۱۷     | کمتر از ۲۸ بازی انجام داده‌است. |
| ۲۰   | سرخیو هررا          | اوساسونا       | ۲۷    | ۱۸   | ۱٫۵    | ۵۳      | ۶۶٫۳٪ | ۲۰     | کمتر از ۲۸ بازی انجام داده‌است. |

### انضباط
داده‌ها طبق وب سایت رسمی مسابقات (به روز شده در ۹ فوریه ۲۰۲۰)
| فردی              | فردی              | فردی      | فردی  | باشگاهی           | باشگاهی        | باشگاهی |
| انضباط فردی       | بازیکن            | باشگاه    | تعداد | انضباط تیمی       | تیم            | تعداد   |
| ----------------- | ----------------- | --------- | ----- | ----------------- | -------------- | ------- |
| بیشترین کارت زرد  | جرارد پیکه        | بارسلونا  | ۱۵    | بیشترین کارت زرد  | ختافه          | ۱۳۰     |
| بیشترین کارت زرد  | دامیان سوارز      | ختافه     | ۱۵    | بیشترین کارت زرد  | ختافه          | ۱۳۰     |
| بیشترین کارت قرمز | زهیر فضال         | رئال بتیس | ۲     | بیشترین کارت قرمز | اسپانیول       | ۹       |
| بیشترین کارت قرمز | نبیل فقیر         | رئال بتیس | ۲     | بیشترین کارت قرمز | رئال بتیس      | ۹       |
| بیشترین کارت قرمز | کنگین لی          | والنسیا   | ۲     | کمترین کارت زرد   | لوانته         | ۷۱      |
| بیشترین کارت قرمز | کلمون لنگله       | بارسلونا  | ۲     | کمترین کارت زرد   | لوانته         | ۷۱      |
| بیشترین کارت قرمز | آلن انیوم         | ختافه     | ۲     | کمترین کارت قرمز  | رئال وایادولید | ۰       |
| بیشترین کارت قرمز | فاکوندو رونکاغلیا | سویا      | ۲     | کمترین کارت قرمز  | رئال وایادولید | ۰       |

### رکوردها
| رکورد                   | رکورد                                  | بازی           | بازی  | بازی           | تاریخ           | هفته | منبع    |
| رکورد                   | رکورد                                  | میزبان         | نتیجه | مهمان          | تاریخ           | هفته | منبع    |
| ----------------------- | -------------------------------------- | -------------- | ----- | -------------- | --------------- | ---- | ------- |
| اولین گل فصل            | آریتس آدوریتس                          | اتلتیک بیلبائو | ۱–۰   | بارسلونا       | ۱۶ اوت ۲۰۱۹     | ۱    | [ ۱۰۷ ] |
| آخرین گل فصل            | کوکه                                   | لوانته         | ۱–۰   | ختافه          | ۱۹ ژوئیه ۲۰۲۰   | ۳۸   | [ ۱۰۸ ] |
| سریعترین گل فصل         | رامون عزیز (۱ دقیقه و ۱۴ ثانیه)        | گرانادا        | ۲–۰   | بارسلونا       | ۲۱ سپتامبر ۲۰۱۹ | ۵    | [ ۱۰۹ ] |
| دیرترین گل فصل          | میکل اویارسابال (۱۰۰ دقیقه و ۱۳ ثانیه) | رئال سوسیداد   | ۱–۰   | والنسیا        | ۱۷ اوت ۲۰۱۹     | ۱    | [ ۱۰۹ ] |
| پرگل‌ترین بازی           | ۸ گل                                   | ویارئال        | ۴–۴   | گرانادا        | ۱۷ اوت ۲۰۲۰     | ۱    | [ ۱۰۹ ] |
| بیشترین تعداد تماشاگر   | ۹۳٫۴۲۶ نفر                             | بارسلونا       | ۰–۰   | رئال مادرید    | ۱۸ دسامبر ۲۰۱۹  | ۱۰   | [ ۱۰۹ ] |
| کم‌ترین تعداد تماشاگر    | ۵٫۳۴۱ نفر (پیش از شیوع ویروس کرونا)    | ایبار          | ۳–۰   | گرانادا        | ۲۰ دسامبر ۲۰۱۹  | ۱۸   | [ ۱۰۹ ] |
| بهترین برد خانگی        | ۶–۰                                    | سلتاویگو       | ۶–۰   | آلاوس          | ۲۱ ژوئن ۲۰۲۰    | ۳۰   | [ ۱۰۹ ] |
| بهترین برد خارج از خانه | ۰–۵                                    | اوساسونا       | ۰–۵   | اتلتیکو مادرید | ۱۷ ژوئن ۲۰۲۰    | ۲۹   | [ ۱۰۹ ] |
| بهترین برد خارج از خانه | ۰–۵                                    | آلاوس          | ۰–۵   | بارسلونا       | ۱۹ ژوئن ۲۰۲۰    | ۳۰   | [ ۱۰۹ ] |

## جوایز LFP

### ماهانه
| ماه     | بازیکن ماه       | بازیکن ماه   | منبع    |
| ماه     | بازیکن           | باشگاه       | منبع    |
| ------- | ---------------- | ------------ | ------- |
| سپتامبر | مارتین اودگارد   | رئال سوسیداد | [ ۱۱۰ ] |
| اکتبر   | کارل توکو اکامبی | ویارئال      | [ ۱۱۱ ] |
| نوامبر  | لیونل مسی        | بارسلونا     | [ ۱۱۲ ] |
| دسامبر  | لوییس سوارز      | بارسلونا     | [ ۱۱۳ ] |
| ژانویه  | تیبو کورتوا      | رئال مادرید  | [ ۱۱۴ ] |
| فوریه   | لیونل مسی        | بارسلونا     | [ ۱۱۵ ] |
| ژوئن    | کریم بنزما       | رئال مادرید  | [ ۱۱۶ ] |

## نقل و انتقالات

### گرانترین نقل و انتقالات تابستانی
| بازیکن        | باشگاه مقصد                  | باشگاه مبدأ                      | قیمت (€)    | منبع    |
| ------------- | ---------------------------- | -------------------------------- | ----------- | ------- |
| ژوآو فلیکس    | باشگاه فوتبال اتلتیکو مادرید | باشگاه فوتبال بنفیکا             | ۱۲۷٫۰۰۰٫۰۰۰ | [ ۱۱۷ ] |
| آنتوان گریزمن | باشگاه فوتبال بارسلونا       | باشگاه فوتبال اتلتیکو مادرید     | ۱۲۰٫۰۰۰٫۰۰۰ | [ ۱۱۸ ] |
| ادن هازارد    | باشگاه فوتبال رئال مادرید    | باشگاه فوتبال چلسی               | ۱۰۰٫۰۰۰٫۰۰۰ | [ ۱۱۹ ] |
| فرنکی دی یونگ | باشگاه فوتبال بارسلونا       | باشگاه فوتبال آژاکس آمستردام     | ۷۵٫۰۰۰٫۰۰۰  | [ ۱۲۰ ] |
| لوکا یوویچ    | باشگاه فوتبال رئال مادرید    | باشگاه فوتبال آینتراخت فرانکفورت | ۶۰٫۰۰۰٫۰۰۰  | [ ۱۲۱ ] |
| ادر میلیتائو  | باشگاه فوتبال رئال مادرید    | باشگاه فوتبال پورتو              | ۵۰٫۰۰۰٫۰۰۰  | [ ۱۲۲ ] |
| فرلان مندی    | باشگاه فوتبال رئال مادرید    | باشگاه فوتبال المپیک لیون        | ۴۸٫۰۰۰٫۰۰۰  | [ ۱۲۳ ] |
| رودریگو گوئس  | باشگاه فوتبال رئال مادرید    | باشگاه فوتبال سانتوس             | ۴۵٫۰۰۰٫۰۰۰  | [ ۱۲۴ ] |
| یاسپر سیلسن   | باشگاه فوتبال والنسیا        | باشگاه فوتبال بارسلونا           | ۳۵٫۰۰۰٫۰۰۰  | [ ۱۲۵ ] |
| مارکوس یورنته | باشگاه فوتبال اتلتیکو مادرید | باشگاه فوتبال رئال مادرید        | ۳۰٫۰۰۰٫۰۰۰  | [ ۱۲۶ ] |

### گرانترین نقل و انتقالات زمستانی
| بازیکن             | باشگاه مقصد               | باشگاه مبدأ                   | قیمت (€)   | منبع    |
| ------------------ | ------------------------- | ----------------------------- | ---------- | ------- |
| فرانسیسکو ترینکائو | باشگاه فوتبال بارسلونا    | باشگاه ورزشی براگا            | ۳۱٫۰۰۰٫۰۰۰ | [ ۱۲۷ ] |
| رینییر خسوس        | باشگاه فوتبال رئال مادرید | باشگاه فوتبال فلامینگو        | ۳۰٫۰۰۰٫۰۰۰ | [ ۱۲۸ ] |
| پاکو الکاسر        | باشگاه فوتبال ویارئال     | باشگاه فوتبال بروسیا دورتموند | ۲۳٫۰۰۰٫۰۰۰ | [ ۱۲۹ ] |
| یوسف النصیری       | باشگاه فوتبال سویا        | باشگاه فوتبال لگانس           | ۲۰٫۰۰۰٫۰۰۰ | [ ۱۳۰ ] |
| رائول د توماس      | باشگاه فوتبال اسپانیول    | باشگاه فوتبال بنفیکا          | ۲۰٫۰۰۰٫۰۰۰ | [ ۱۳۱ ] |
| آدریان امباربا     | باشگاه فوتبال اسپانیول    | باشگاه فوتبال رایو وایکانو    | ۱۰٫۰۰۰٫۰۰۰ | [ ۱۳۲ ] |
| لئاندرو کابررا     | باشگاه فوتبال اسپانیول    | باشگاه فوتبال ختافه           | ۹٫۰۰۰٫۰۰۰  | [ ۱۳۳ ] |
| اریک کاباکو        | باشگاه فوتبال ختافه       | باشگاه فوتبال لوانته          | ۸٫۰۰۰٫۰۰۰  | [ ۱۳۴ ] |
| ماتیوس فرناندز     | باشگاه فوتبال بارسلونا    | باشگاه فوتبال پالمیراس        | ۷٫۰۰۰٫۰۰۰  | [ ۱۳۵ ] |
| گیدو رودریگز       | باشگاه فوتبال رئال بتیس   | باشگاه فوتبال آمریکا          | ۴٫۵۰۰٫۰۰۰  | [ ۱۳۶ ] |

## ترکیب تیم قهرمان
تعداد بازی‌ها و گل‌های هر بازیکن در پرانتز آمده‌است. (گل‌ها/بازی‌ها)
| ۱. | رئال مادرید | ترکیب اصلی (۳-۳-۴)                                                         |
| --- | --- | -------------------------------------------------------------------------- |
| - دروازه‌بان‌ها: تیبو کورتوا (۳۴/۰)؛ آلفونس آرئولا (۴/۰) - مدافعان: سرخیو راموس (۳۵/۱۱)؛ رافائل واران (۳۲/۳)؛ دنی کارواخال (۳۱/۱)؛ فرلان مندی (۲۵/۱)؛ مارسلو (۱۵/۱)؛ ادر میلیتائو (۱۵/۰)؛ ناچو (۶/۱) - بازیکنان میانی: کازمیرو (۳۵/۴)؛ تونی کروس (۳۵/۴)؛ فدریکو والورده (۳۳/۲)؛ لوکا مودریچ (۳۱/۳)؛ ایسکو (۲۳/۱)؛ مارکو آسنسیو (۹/۳)؛ خامس رودریگز (۸/۱) - مهاجمان: کریم بنزما (۳۷/۲۱)؛ وینیسیوس جونیور (۲۹/۳)؛ رودریگو (۱۹/۲)؛ لوکاس واسکز (۱۸/۲)؛ لوکا یوویچ (۱۷/۲)؛ گرت بیل (۱۶/۲)؛ ادن آزار (۱۶/۱)؛ براهیم (۶/۰)؛ ماریانو (۵/۱) - سرمربی: زین‌الدین زیدان | - دروازه‌بان‌ها: تیبو کورتوا (۳۴/۰)؛ آلفونس آرئولا (۴/۰) - مدافعان: سرخیو راموس (۳۵/۱۱)؛ رافائل واران (۳۲/۳)؛ دنی کارواخال (۳۱/۱)؛ فرلان مندی (۲۵/۱)؛ مارسلو (۱۵/۱)؛ ادر میلیتائو (۱۵/۰)؛ ناچو (۶/۱) - بازیکنان میانی: کازمیرو (۳۵/۴)؛ تونی کروس (۳۵/۴)؛ فدریکو والورده (۳۳/۲)؛ لوکا مودریچ (۳۱/۳)؛ ایسکو (۲۳/۱)؛ مارکو آسنسیو (۹/۳)؛ خامس رودریگز (۸/۱) - مهاجمان: کریم بنزما (۳۷/۲۱)؛ وینیسیوس جونیور (۲۹/۳)؛ رودریگو (۱۹/۲)؛ لوکاس واسکز (۱۸/۲)؛ لوکا یوویچ (۱۷/۲)؛ گرت بیل (۱۶/۲)؛ ادن آزار (۱۶/۱)؛ براهیم (۶/۰)؛ ماریانو (۵/۱) - سرمربی: زین‌الدین زیدان | کورتوا واران راموس مارسلو کارواخال کازمیرو کروس والورده آزار رودریگو بنزما |
| - آلوارو اودریزولا (۴/۰) در طول فصل باشگاه را ترک کرد. | | کورتوا واران راموس مارسلو کارواخال کازمیرو کروس والورده آزار رودریگو بنزما |

## یادداشت
1. ↑  بازی‌های بدون تماشاگر در نظر گرفته نشده‌اند.
2. ↑  مبلغ بودجه به میلیون یورو است.[۱۵][۱۶]
3. 1 2  ورزشگاهی که به دلیل کارهای بازسازی در ورزشگاه اصلی، برای بازیهای بدون تماشاگر استفاده شدند.
4. ↑  فینال کوپا دل ری ۲۰۲۰ به دلیل دنیاگیری کووید-۱۹ در اسپانیا به تعویق افتاد و از مهلت ثبت نام یوفا به تاریخ ۳ اوت ۲۰۲۰ خارج بود، بنابراین تیم‌های رده پنجم و ششم در لا لیگا ۲۰–۲۰۱۹، ویارئال و رئال سوسیداد راهی مرحله گروهی لیگ اروپا ۲۱–۲۰۲۰ شدند و تیم رده هفتم، گرانادا، جواز حضور در دور دوم مقدماتی لیگ اروپا را گرفت.[۶۷]